# 에이브러햄 링컨의 초기 생애와 경력

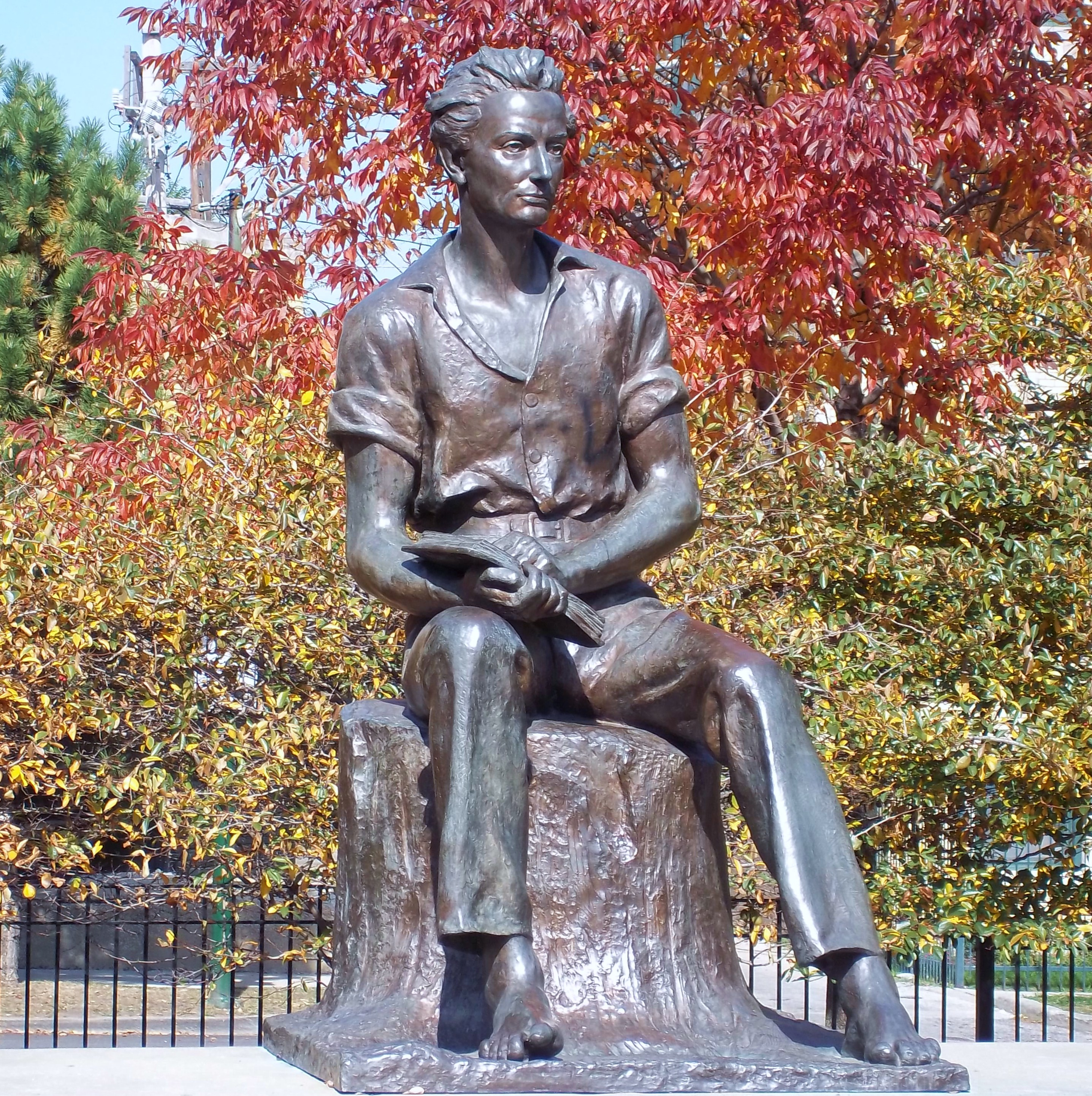
시카고의 센 공원에 있는 젊은 링컨 동상

에이브러햄 링컨은 1809년 2월 12일, 켄터키주 하딘군의 호진빌 남쪽에 위치한 싱킹 스프링 농장의 방 한 칸짜리 통나무집에서 태어났다. 그의 형제자매로는 세라 링컨 그릭스비와 토머스 링컨 주니어가 있었다. 1811년 토지 소유권 분쟁으로 가족이 떠나야만 했을 때, 그들은 8마일 북쪽의 노브 크리크 농장으로 이주했다. 1814년까지 에이브러햄의 아버지 토머스 링컨은 토지 소유권에 대한 법적 분쟁으로 켄터키주에 있던 대부분의 토지를 잃었다. 1816년, 토머스와 낸시 링컨, 그들의 아홉 살 딸 세라, 그리고 일곱 살 에이브러햄은 인디애나로 이주하여 페리군 허리케인 타운십에 정착했다. (그들의 땅은 1818년 스펜서군이 형성될 때 스펜서군의 일부가 되었다.)
링컨은 7세부터 21세까지 인디애나 남서부 스펜서군의 리틀 피전 크리크 공동체에 있는 가족 농장에서 형성기를 보냈다. 개척지에서 흔히 볼 수 있었듯이, 링컨은 거의 12개월도 채 되지 않는 미미한 정규 교육을 받았다. 그러나 링컨은 인생 경험과 독서, 그리고 읽거나 들은 것을 암송하는 것을 통해 스스로 계속 배웠다. 1818년 10월, 인디애나에 도착한 지 2년 후, 아홉 살 링컨은 우유병으로 알려진 짧은 병을 앓다가 친어머니 낸시를 잃었다. 토머스 링컨은 다음 해 늦게 엘리자베스타운으로 돌아가 1819년 12월 2일에 세라 부시 존스턴과 결혼했다. 링컨의 새 계모와 그녀의 세 자녀는 1819년 늦게 인디애나에 있는 링컨 가족과 합류했다. 1828년 1월, 에이브러햄의 누이인 세라 링컨 그릭스비가 출산 중 사망하면서 가족에게 두 번째 비극이 닥쳤다.
1830년 3월, 21세의 링컨은 일리노이로 이주하는 대가족에 합류했다. 메이컨군에 농장을 세우는 것을 아버지를 도운 후, 링컨은 1831년 봄에 독립했다. 링컨은 뉴 세일럼 마을에 정착하여 뱃사공, 가게 점원, 측량사, 그리고 블랙 호크 전쟁 동안 민병대원으로 일했으며, 일리노이에서 변호사가 되었다. 그는 1834년에 일리노이주 의회에 선출되었고, 1836년, 1838년, 1840년, 1844년에 재선되었다. 1842년 11월, 링컨은 메리 토드와 결혼했으며, 부부는 네 명의 아들을 두었다. 법률 경력 외에도 링컨은 정치 활동을 계속하여 1846년 일리노이주 대표로 미국 하원에서 봉사했다. 그는 1860년 11월 6일 미국 대통령으로 선출되었다.

## 조상

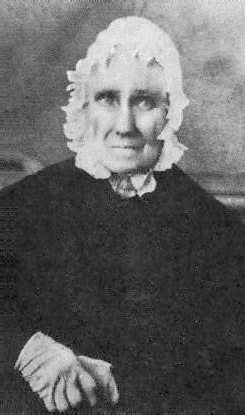
링컨의 계모, 세라

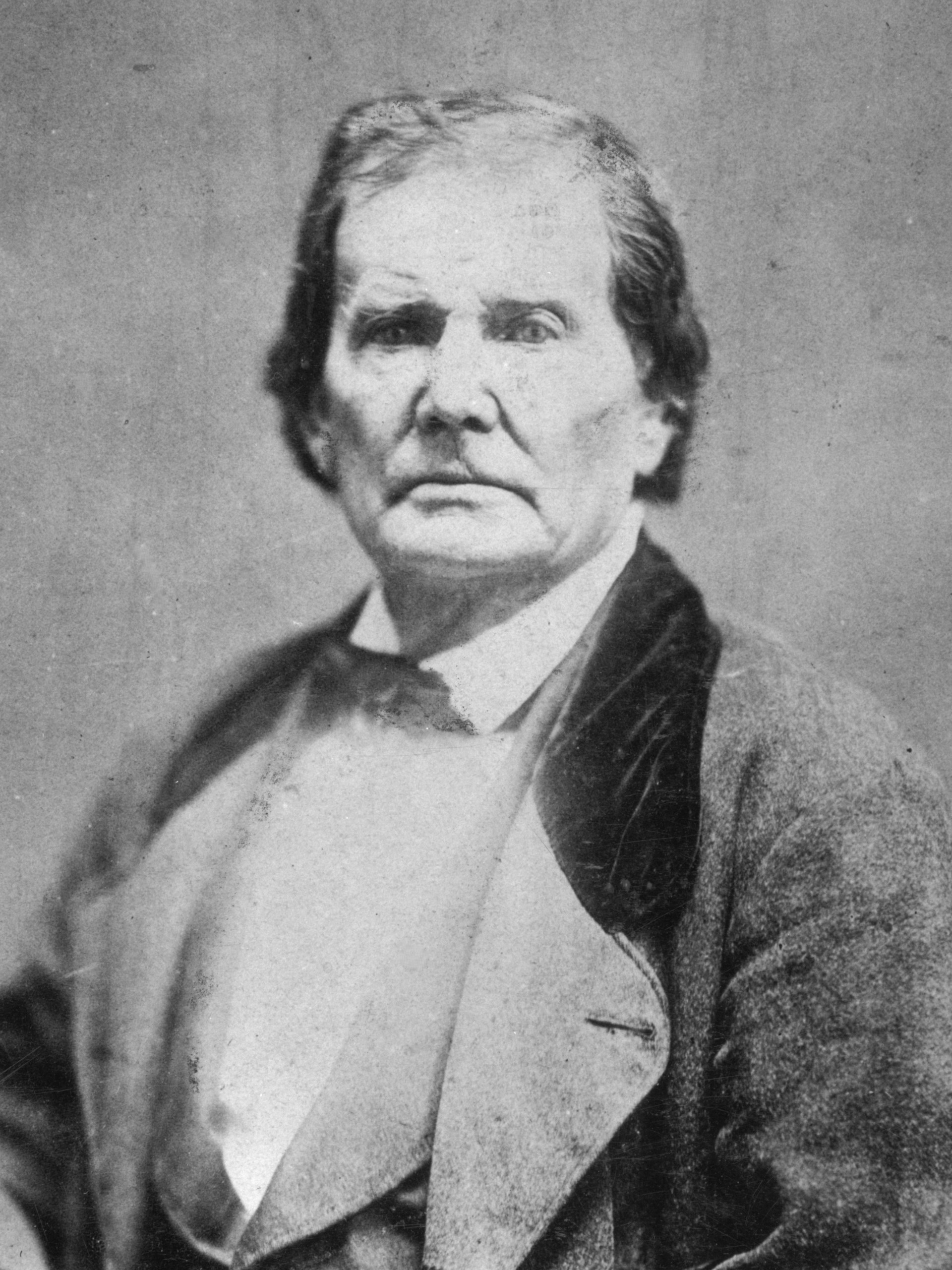
링컨의 아버지, 토머스

미국에서 링컨의 첫 번째 알려진 조상은 새뮤얼 링컨이었다. 그는 1637년 잉글랜드 왕국의 힝엄에서 매사추세츠주 힝엄으로 이주했다. 새뮤얼의 아들 몰더카이는 매사추세츠주에 남았지만, 새뮤얼의 손자이자 역시 몰더카이라는 이름의 인물은 가족의 서부 이주를 시작했다. 새뮤얼의 증손자인 존 링컨은 서부 여행을 계속했다. 뉴저지주에서 태어난 존은 펜실베이니아주로 이주한 후 가족을 버지니아주로 데려왔다. 존의 아들인 에이브러햄 링컨 대위는 버지니아 민병대에서의 복무로 그 계급을 얻었으며, 미래 대통령의 친할아버지이자 이름의 유래가 되었다. 펜실베이니아주 버크스 카운티에서 태어난 그는 1768년 이전에 아버지와 다른 가족 구성원들과 함께 버지니아의 셰넌도어 계곡으로 이주했다. 가족은 현재 로킹엄군인 오거스타 카운티의 린빌 크리크 근처에 정착했다. 링컨 대위는 가족이 켄터키로 이주하기 전에 로킹엄군에서 아버지의 재산 일부를 포함하여 총 452에이커의 땅을 매입했다.
미래 대통령의 아버지인 토머스 링컨은 1778년 1월 버지니아에서 태어났으며, 약 5세 때인 1782년경 아버지, 어머니, 형제자매와 함께 서쪽으로 이주하여 제퍼슨군으로 갔다. 1786년 5월, 링컨 대위는 42세의 나이에 켄터키에서 농작물을 경작하던 중 인디언의 매복 공격으로 사망했다. 8세의 토머스는 아버지의 살해를 목격했으며, 만약 그의 형인 몰더카이가 공격자를 쏘지 않았다면 자신도 희생자가 될 뻔했다. 링컨 대위가 사망한 후, 토머스의 어머니인 배스시바 링컨은 워싱턴군으로 이주했고, 토머스는 켄터키의 여러 지역에서 잡다한 일을 했다. 토머스는 또한 테네시주에서 1년 동안 일한 후, 1800년대 초에 가족 구성원들과 함께 하딘군에 정착했다.
링컨의 외할아버지의 신원은 불분명하다. 링컨의 법률 파트너이자 그의 전기 작가 중 한 명인 윌리엄 헌던과의 대화에서 대통령은 그의 할아버지가 "버지니아의 대농장주 또는 대농부"라고 암시했지만, 그를 특정하지는 않았다. 링컨은 "그의 분석력, 논리, 정신 활동, 야망, 그리고 행크스 가족의 다른 구성원 및 후손들과 그를 구별하는 모든 자질"을 이 귀족적인 할아버지로부터 물려받았다고 느꼈다. 링컨의 외할머니 루시 행크스는 딸 낸시와 함께 켄터키로 이주했을 수 있다. 링컨의 어머니인 낸시 행크스 링컨이 혼외자로 태어났는지에 대한 논쟁이 있었다. 루시 행크스의 후손들을 대상으로 한 미토콘드리아 DNA 검사 결과, 이것이 사실임이 밝혀졌다. 낸시는 켄터키주 워싱턴 카운티에서 레이첼 시플리 베리와 그녀의 남편 리처드 베리 시니어와 함께 거주했다. 낸시는 여성들이 켄터키에 도착한 지 몇 년 후 어머니가 헨리 스패로우와 결혼한 후에도 베리 가족과 함께 머물렀던 것으로 추정된다. 베리 가족의 집은 토머스 링컨 어머니의 집에서 약 1.5마일 떨어져 있었으며, 두 가족은 17년 동안 이웃이었다. 토머스가 낸시를 만난 것은 이 시기였다. 토머스 링컨과 낸시 행크스는 1806년 6월 12일 켄터키주 워싱턴 카운티의 비치 포크 정착지에서 결혼했다. 링컨 부부는 결혼 후 엘리자베스타운으로 이주했다.

### 입증되지 않은 소문
전기 작가들은 링컨의 친자 관계에 대한 수많은 소문을 일축했다. 역사가 윌리엄 E. 바턴에 따르면, 이러한 소문 중 하나는 1861년에 "남부 여러 지역에서 다양한 형태로" 퍼지기 시작했는데, 링컨의 생물학적 아버지가 같은 해에 사망한 러더퍼드군 거주자 에이브러햄 엔로라는 내용이었다. 그러나 바턴은 이 소문들을 "처음부터 끝까지 거짓"이라고 일축했다. 엔로는 링컨과의 연관성을 공개적으로 부인했지만, 사적으로는 확인해 주었다고 전해진다. 보스틱에 있는 보스틱 링컨 센터도 에이브러햄 링컨이 노스캐롤라이나주 러더퍼드 카운티에서 태어났다고 주장하며, 낸시 행크스가 엔로 가족을 위해 일하는 동안 사생아를 낳았다는 주장을 펼친다.
링컨의 민족적, 인종적 유산에 대한 소문도 퍼졌다. 특히 그가 국가 정치에 입문한 후 더욱 그러했다. "증거를 제시하는 서부 작가의 소책자"를 언급한 천시 버의 교리문답을 인용하여, 데이비드 J. 제이콥슨은 링컨이 "부분적으로 니그로"였다고 주장했지만, 이 주장은 입증되지 않았다. 링컨은 또한 그를 "니그로"와 "물라토"라고 부르는 편지를 받기도 했다.

## 링컨의 외모
링컨은 젊은 시절 "볼품없고" "어색한" 모습으로 묘사되었다. 또래보다 키가 컸던 링컨은 십대 때 강하고 운동 능력이 뛰어났다. 그는 씨름을 잘했고, 점프, 던지기, 동네 달리기 경주에 참가했으며 "거의 항상 승리했다." 그의 계모는 그가 옷에 거의 신경 쓰지 않았다고 언급했다. 링컨은 가난한 오지 가족의 평범한 소년처럼 옷을 입었고, 신발, 양말, 바지 사이에 틈이 있어 종아리가 6인치 이상 노출되는 경우가 많았다. 성인이 되어서도 옷차림에 대한 그의 무관심은 계속되었다. 뉴 세일럼에 살 때, 그는 한쪽 멜빵만 하고 조끼나 코트 없이 자주 나타났다.
1831년, 인디애나를 떠난 해에 링컨은 키 6피트 3~4인치, 몸무게 210파운드에 붉은 안색을 가졌다고 묘사되었다. 이후의 묘사에는 링컨의 검은 머리와 어두운 안색이 포함되었는데, 이는 그가 미국 대통령으로 재임하는 동안 찍힌 사진에서도 분명하게 드러난다. 윌리엄 H. 헌던은 링컨의 피부가 "매우 어둡다"고 묘사했다. 그의 뺨은 "가죽 같고 황색을 띠었다"; "황달이 든" 안색; 그리고 "그의 머리카락은 어둡고 거의 검은색이었다"고 했다. 링컨은 자신을 "검은" 피부를 가졌다고 묘사했으며 "어두운 안색"을 가졌다고 했다. 링컨의 비평가들도 그의 외모에 대해 언급했다. 예를 들어, 남북 전쟁 동안 찰스턴 머큐리는 그가 "가장 더러운 안색"을 가졌다고 묘사하며 "역겹다! 그 다음에는 어떤 백인이 대통령이 될까?"라고 물었다.

## 초창기 (1809–1831)
만년에 링컨은 자신의 출신에 대해 이야기하기를 꺼렸다. 그는 자신을 자수성가한 사람으로 여겼으며, 어머니와 누이의 때아닌 죽음에 직면하는 것이 어려웠을 수도 있다. 그러나 미국 대통령 후보로 지명될 무렵, 링컨은 두 가지 질문에 답하여 켄터키와 인디애나에서의 젊은 시절을 엿볼 수 있는 두 가지 간략한 전기 스케치를 제공했다. 선거 운동 전기 요청은 1859년 그의 친구이자 일리노이 공화당원인 제시 W. 펠에게서 왔고, 다른 요청은 시카고 프레스 앤 트리뷴의 언론인 존 로크 스크립스에게서 왔다. 스크립스에 대한 링컨의 답변에서, 그는 토머스 그레이의 시골 교회 묘지에서 쓴 엘레지에서 인용하여 자신의 어린 시절을 "가난한 이들의 짧고 소박한 기록"으로 요약했다. 링컨의 어린 시절에 대한 추가 정보는 1865년 그의 사망 후 윌리엄 헌던이 링컨의 친구, 가족, 지인들로부터 편지와 인터뷰를 수집하기 시작하면서 나타났다. 헌던은 수집한 자료를 『헌던의 링컨: 위대한 삶의 진정한 이야기 (1889)』로 출판했다. 헌던의 작업은 종종 이의를 제기받지만, 역사가 데이비드 허버트 도널드는 그것들이 켄터키, 인디애나, 그리고 일리노이에서의 링컨의 어린 시절에 대한 "현재의 믿음을 크게 형성했다"고 주장한다.

### 켄터키에서의 유년기 (1809–1816)
1807년 2월 10일, 세라 링컨이 태어났다. 1808년 12월, 토머스, 낸시, 그리고 그들의 딸 세라는 엘리자베스타운에서 켄터키주 하딘 카운티의 호진스 밀 근처 노린 크리크에 있는 싱킹 스프링 농장으로 이사했다. (이 농장은 현재 켄터키주 라루에 카운티의 에이브러햄 링컨 생가 국립역사공원의 일부이다.) 에이브러햄은 이사 두 달 후인 1809년 2월 12일 이 농장에서 태어났다. 토지 소유권 분쟁으로 인해 가족은 이 농장에서 단 2년만 더 살다가 강제로 이주해야 했다. 토머스는 법정에서 법적 조치를 계속했지만 1816년 8월에 소송에서 패소했다.
 토지의 자연적 특징이 변할 때 신뢰할 수 없는 것으로 판명된 측량 시스템을 사용한 켄터키의 측량 방법은 이전 토지 양도 및 구매 계약에 대한 혼란과 결합되어 켄터키에서 토지 소유권에 대한 지속적인 법적 분쟁을 야기했다. 1811년 여름, 가족은 북쪽으로 8마일 떨어진 노브 크리크 농장으로 이주했다. 이 농장은 현재 에이브러햄 링컨 생가 국립역사공원의 일부이다. 롤링 포크 강 계곡에 위치한 이곳은 이 지역에서 가장 좋은 농지 중 일부를 가지고 있었다. 링컨의 어린 시절에 대한 가장 초기 기억은 이 농장에서 비롯되었다. 토머스 링컨 주니어 또는 "토미"라는 아들이 1812년 또는 1813년에 태어나 3일 후에 사망했다. 1815년, 또 다른 토지 분쟁의 청구인이 링컨 가족을 노브 크리크 농장에서 쫓아내려고 했다.
수년 후 링컨이 국가적 정치 인물이 된 후, 기자들과 이야기꾼들은 종종 그의 가족의 가난과 그의 출생의 미천함을 과장했다. 링컨의 가족 환경은 당시 개척 시대 가족들에게는 드문 일이 아니었다. 토머스 링컨은 켄터키 오지의 농부이자 목수이자 지주였다. 그는 1808년 12월에 348.5에이커에 달하는 싱킹 스프링 농장을 200달러에 구입했지만, 토지 소유권에 대한 법적 분쟁으로 현금 투자와 농장에 대한 개선 사항을 잃었다. 토머스 링컨은 조지 린지 소유의 230에이커 노브 크리크 농장 중 30에이커를 임대했지만, 다른 사람들이 그 토지에 대한 선행 소유권을 주장한 후 가족은 그곳을 떠나야만 했다. 토머스가 켄터키에서 소유했던 816.5에이커 중 200에이커를 제외한 모든 토지를 토지 소유권 분쟁으로 잃었다. 1816년까지 토머스는 켄터키 법원이 제공하는 보안 부족에 좌절했다. 그는 1814년에 켄터키에 있던 남은 땅을 팔았고, 측량 과정이 더 신뢰할 수 있고 개인이 토지 소유권을 유지할 능력이 더 확실한 인디애나로 이주를 계획하기 시작했다.
1860년 링컨은 1816년 가족의 인디애나 이주가 "부분적으로는 노예 제도 때문이었지만, 주로 켄터키의 토지 소유권 문제 때문이었다"고 말했다. 역사가들은 가족이 인디애나로 이주한 두 가지 주요 이유가 켄터키의 토지 소유권 확보 문제와 노예 제도 문제였다는 링컨의 주장을 지지한다. 한때 구 북서부 영토의 일부였던 인디애나 준주에서는 연방 정부가 토지 소유권을 가지고 있었고, 이는 토지 청구에서 쉽게 설명할 수 있도록 구역으로 측량되었다. 결과적으로, 인디애나에서 사용된 측량 방법은 소유권 문제를 덜 일으켰고 인디애나가 새로운 정착민을 유치하는 데 도움이 되었다. 또한, 1816년 12월 인디애나가 주가 되었을 때, 주 헌법은 노예 제도와 비자발적 노역을 금지했다. 비록 이전 계약을 가진 노예들은 여전히 주 안에 거주했지만, 불법 노예 제도는 주가 된 지 10년 이내에 끝났다.

### 초기 종교적 신념
링컨은 어떤 종교 회중에도 가입하지 않았지만, 그의 아버지, 어머니, 누이, 계모는 모두 침례교 신자였다. 에이브러햄의 부모인 토머스와 낸시 링컨은 켄터키의 리틀 마운트 침례 교회에 속해 있었는데, 이 교회는 노예 제도를 지지하기를 거부했기 때문에 1808년에 더 큰 교회에서 분리되었다. 이 반노예 교회에 소속됨으로써 토머스와 낸시는 에이브러햄과 세라에게 아주 어린 나이에 반노예 정서를 접하게 했다. 인디애나에 정착한 후, 링컨의 부모는 1823년에 빅 피전 침례 교회에 가입하며 침례 교회 신앙을 계속 유지했다. 링컨 가족이 1830년 3월 인디애나를 떠나 일리노이로 이주했을 때, 토머스와 그의 두 번째 아내인 샐리는 리틀 피전 크리크 침례 교회의 정식 회원이었다.
샐리 링컨은 1865년 9월에 그녀의 의붓아들 에이브러햄이 "특별한 종교가 없었고" 그것에 대해 많이 이야기하지 않았다고 회상했다. 그녀는 또한 그가 자주 성경을 읽었고 가끔 교회 예배에 참석했다고 기억했다. 링컨의 의붓누이인 마틸다 존스턴 홀 무어는 1865년 인터뷰에서 링컨이 부모님이 교회에 간 후 형제자매들에게 성경을 읽어주고 함께 찬송가를 불렀다고 설명했다. 인디애나에서 링컨의 젊은 시절을 알았던 다른 가족 구성원들과 친구들은 그가 종종 나무 그루터기 위에 올라가 아이들, 친구들, 동료들을 모아놓고 지난주에 들었던 설교를 반복하여 지역 주민들, 특히 아이들을 즐겁게 했다고 회상했다.

### 인디애나 시절 (1816–1830)
링컨은 7세부터 21세까지 14년간의 성장기를 인디애나에서 보냈는데, 이는 그의 생애의 약 4분의 1에 해당한다. 1816년 12월, 토머스와 낸시 링컨, 그들의 9세 딸 세라, 그리고 7세 에이브러햄은 인디애나로 이주했다. 그들은 인디애나주 페리 카운티 허리케인 타운십의 "사람이 살지 않는 숲"에 정착했다. 링컨 가족의 재산은 1804년 피안케쇼족, 쇼니족, 레나페족과의 조약의 일부로 미국 정부에 양도된 땅에 있었다. 1818년 인디애나 주의회는 워릭 카운티와 페리 카운티의 일부에서 스펜서군을 설립했는데, 여기에는 링컨 농장이 포함되었다.
인디애나로의 이주는 적어도 몇 달 동안 계획되었다. 토머스는 1816년 중반에 인디애나 준주를 방문하여 부지를 선택하고 자신의 소유권을 표시한 후, 켄터키로 돌아와 1816년 11월 11일에서 12월 20일 사이에 인디애나로 가족을 데려왔는데, 이는 인디애나가 주가 된 시기와 거의 일치한다. 그러나 토머스 링컨은 1817년 10월 15일에 빈센즈의 토지 사무소에 "섹션 32, 타운십 4 남, 레인지 5 서의 남서부 4분의 1"로 식별된 재산에 대한 청구를 제기할 때까지 160에이커의 토지를 구매하는 공식적인 절차를 시작하지 않았다.
토머스 링컨에 대한 최근 연구는 그를 "쓸모없는 떠돌이"로 묘사했던 이전의 특징화를 수정했다. 문서 증거에 따르면 그는 당시의 전형적인 개척 농부였다. 인디애나로의 이주는 그의 가족을 노예 제도를 금지한 주에 정착시켰고, 그들은 오두막을 짓기 위한 목재, 가족을 먹일 충분한 작물을 재배할 수 있는 적절한 토양, 그리고 오하이오 강을 따라 시장에 접근할 수 있는 물길이 있는 지역에 살았다. 토머스는 말과 가축을 소유했고, 세금을 냈으며, 농지를 취득했고, 필요할 때 카운티에서 봉사했으며, 지역 침례교 교회에서 자신의 지위를 유지했다. 빚을 갚거나 다른 땅을 구매하기 위해 일부 농지를 포기하는 등 재정적 어려움에도 불구하고, 그는 1827년 6월 5일 스펜서 카운티에서 80에이커의 땅에 대한 명확한 소유권을 얻었다. 1830년, 가족이 일리노이로 이주하기 전에 토머스는 그의 재산에 인접한 20에이커의 땅을 추가로 취득했다.
도끼질에 능숙해진 링컨은 아버지가 인디애나 땅을 개간하는 것을 도왔다. 인디애나에서의 어린 시절을 회상하며 링컨은 1816년 도착한 이래 "거의 끊임없이 가장 유용한 도구를 다루었다"고 언급했다. 땅이 개간되자 가족은 농장에서 돼지와 옥수수를 길렀는데, 이는 당시 인디애나 정착민들에게 일반적인 일이었다. 토머스 링컨은 또한 캐비닛 제작자와 목수로서 계속 일했다. 가족이 인디애나에 도착한 지 1년 이내에 토머스는 160에이커의 인디애나 땅에 대한 소유권을 주장하고 총 구매 가격 320달러의 4분의 1인 80달러를 지불했다. 링컨 가족과 다른 사람들, 그중 많은 사람들이 켄터키에서 온 사람들은 켄터키의 노브 크리크에 있는 링컨 농장에서 약 100마일 떨어진 리틀 피전 크리크 공동체로 알려지게 된 곳에 정착했다. 링컨이 13세가 되었을 때, 17세 미만의 49명의 자녀를 둔 9가족이 링컨 농장 1마일 이내에 살고 있었다.
1818년 10월 5일, 낸시 링컨이 서양등골나물을 먹은 소에서 오염된 우유를 마셔서 발생한 우유병으로 사망하면서 가족에게 비극이 닥쳤다. 에이브러햄은 9살이었고, 그의 누이 세라는 11살이었다. 낸시의 죽음 후, 집에는 40세의 토머스, 세라, 에이브러햄, 그리고 낸시 링컨의 고아가 된 19세 사촌 데니스 프렌드 행크스가 있었다. 1819년 토머스는 세라, 에이브러햄, 데니스 행크스를 인디애나 농장에 남겨두고 켄터키로 돌아갔다. 1819년 12월 2일, 링컨의 아버지는 켄터키주 엘리자베스타운 출신의 세 자녀를 둔 과부인 세라 "샐리" 부시 존스턴과 결혼했다. 10살의 에이브는 새로운 계모와 빠르게 유대감을 형성했으며, 그녀는 두 어린 의붓자녀들을 친자식처럼 키웠다. 1860년 그녀를 묘사하며 링컨은 그녀가 자신에게 "훌륭하고 친절한 어머니"였다고 말했다.
샐리는 배우려는 링컨의 열망과 책을 읽으려는 욕구를 격려했고, 자신의 소장 도서도 그와 공유했다. 몇 년 후 그녀는 링컨을 자신의 아들 존 D. 존스턴과 비교하며 "둘 다 착한 아이들이었지만, 솔직히 말해야겠다—둘 다 지금은 죽었지만, 에이브는 내가 본 어떤 아이들보다도, 그리고 앞으로도 보게 될 어떤 아이들보다도 최고였다"라고 말했다. 링컨이 1865년에 사망한 후 윌리엄 헌던과의 인터뷰에서 샐리 링컨은 그의 의붓아들이 성실하고 친절하며, 특히 동물과 아이들에게 그랬고, 협조적이며 불평하지 않았다고 묘사했다. 그녀는 또한 그가 "적당히" 먹는 사람이었고, 음식에 대해 까다롭지 않았으며, 건강했다고 기억했다. 사냥과 낚시가 일반적인 취미였던 개척 시대 인디애나에서, 토머스와 에이브러햄은 그것들을 즐기지 않은 것 같았다. 링컨은 나중에 단 한 마리의 야생 칠면조만을 총으로 쏴 죽였다고 인정했다. 그는 심지어 식량용으로도 동물을 죽이는 것을 반대했지만, 곰들이 정착민들의 농장과 공동체를 위협할 때 가끔 곰 사냥에 참여했다.
1828년 링컨 가족에게 또 다른 비극이 닥쳤다. 1826년 8월 2일 아론 그릭스비와 결혼했던 링컨의 누나 세라는 1828년 1월 20일, 21세가 채 되기 전에 출산 중 사망했다. 낸시 행크스 링컨이나 에이브러햄의 누이에 대해서는 거의 알려진 바가 없다. 윌리엄 헌던이 인터뷰한 이웃들은 그들이 똑똑하다는 데 동의했지만, 그들의 신체적 외모에 대해서는 상반된 묘사를 했다. 링컨은 두 여성에 대해 거의 이야기하지 않았다. 헌던은 세라에 대한 적절한 묘사를 얻기 위해 사촌 데니스 행크스의 증언에 의존해야 했다. 링컨이 십대였을 때 그를 알았던 사람들은 나중에 그가 누이의 죽음으로 깊이 괴로워했고, 그 이후에 발생한 그릭스비 가족과의 불화에 적극적으로 참여했다고 회상했다.

### 뉴올리언스 첫 여행 (1828)
누이의 죽음으로 인한 슬픔에서 벗어나기 위해 19세의 링컨은 1828년 봄에 뉴올리언스로 평저선 여행을 떠났다. 링컨과 제임스 젠트리의 아들인 앨런 젠트리(젠트리는 링컨 가족 농장 근처의 지역 상점 주인)는 오하이오강을 따라 록포트 근처의 젠트리 랜딩에서 여행을 시작했다. 루이지애나로 가는 도중, 링컨과 젠트리는 그들의 화물을 빼앗으려던 몇몇 아프리카계 미국인 남성들에게 공격을 받았지만, 둘은 성공적으로 배를 방어하고 공격자들을 격퇴했다. 뉴올리언스에 도착하자, 그들은 젠트리의 아버지가 소유한 화물을 팔고 도시를 둘러보았다. 상당한 수의 노예와 활발한 노예 시장이 있는 곳이었으므로, 링컨이 노예 경매를 목격했을 가능성이 높으며, 이는 그에게 지울 수 없는 인상을 남겼을 수 있다. (의회는 1808년에 노예 수입을 불법화했지만, 노예 무역은 미국 내에서 계속 번성했다.) 링컨이 뉴올리언스에서 얼마나 많은 것을 보거나 경험했는지는 추측의 여지가 있다. 그가 그 당시, 또는 나중에 뉴올리언스로 여행했을 때 실제로 노예 경매를 목격했는지 여부와는 관계없이, 그의 딥 사우스 첫 방문은 뉴올리언스의 문화적 다양성과 증기선을 타고 인디애나로 돌아오는 여행을 포함한 새로운 경험들을 그에게 선사했다.

### 교육

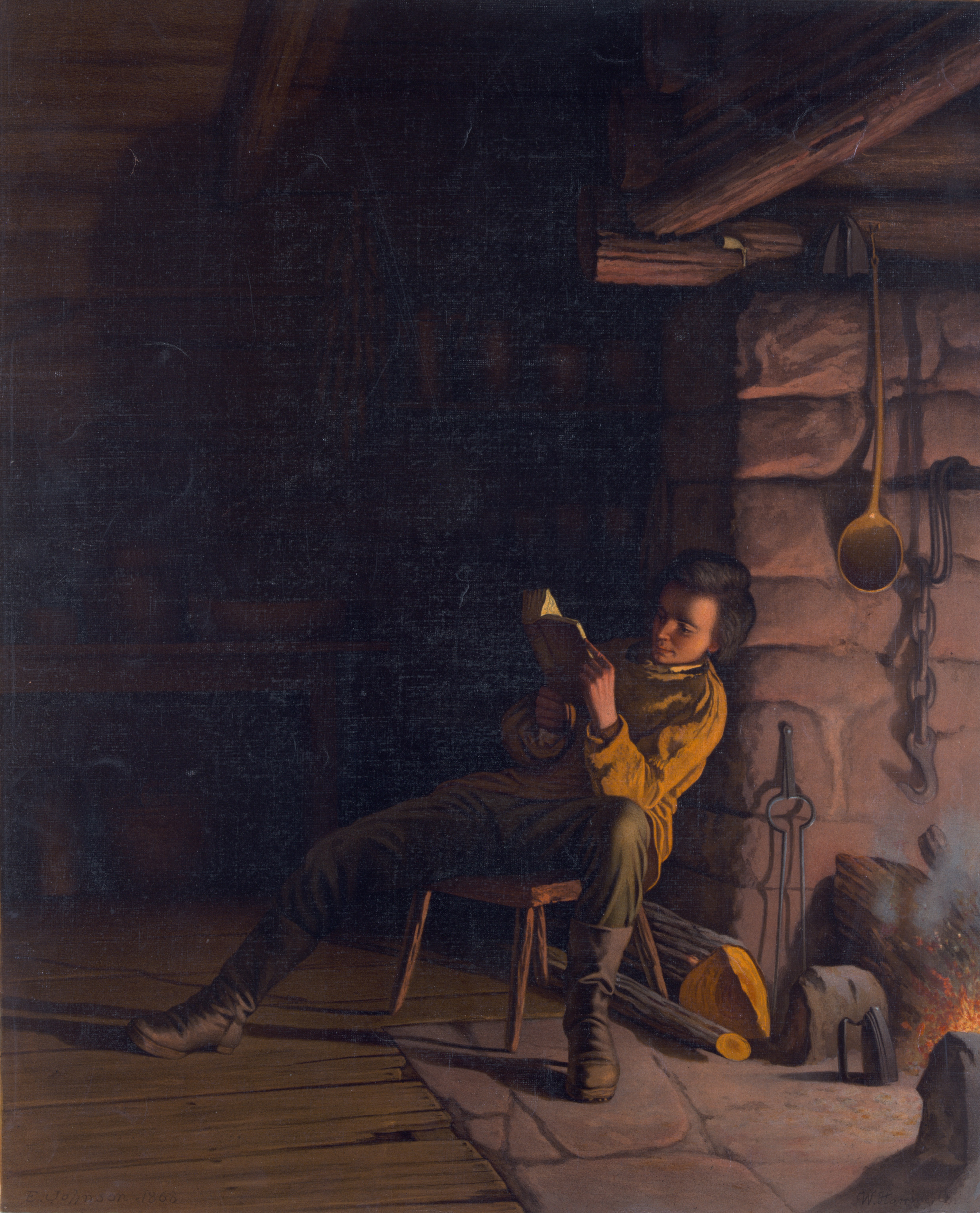
링컨의 어린 시절, 불빛으로 책을 읽는 모습

1858년, 전직 의회 의원들에게 보낸 설문지에 답하면서 링컨은 자신의 교육을 "결함이 있다"고 묘사했다. 1860년, 미국 대통령 후보 지명을 받은 직후, 링컨은 자신의 제한된 정규 교육에 대해 사과하고 후회했다. 링컨은 독학했다. 그의 정규 교육은 간헐적이었고, 총합은 12개월 미만이었을 수 있다. 그는 대학에 다니지 않았지만, 링컨은 평생 학습에 대한 관심을 유지했다. 1865년 9월 윌리엄 헌던과의 인터뷰에서 링컨의 계모는 에이브러햄을 끊임없이 책을 읽고, 다른 사람들에게 주의 깊게 귀를 기울이며, 학습에 깊은 관심을 가진 학구적인 소년으로 묘사했다. 링컨은 성인이 되어서도 자기 계발 수단으로 독서를 계속했으며, 20대 초반에 영어 문법을 공부하고 국회의원이 된 후에는 에우클레이데스를 통달했다.
링컨의 어머니 낸시의 사촌인 데니스 행크스는 자신이 링컨에게 "처음으로 철자법, 읽기, 쓰기 수업"을 가르쳤다고 주장하며, "내가 총으로 잡은 독수리 깃펜으로 에이브에게 글쓰기를 가르쳤고, 펜을 만들어 에이브의 손을 잡고 내 손으로 그의 손가락을 움직여 글쓰기 방법을 알려주었다"고 자랑했다. 링컨보다 10살 많고 "겨우 문맹을 벗어난" 행크스는 링컨이 아주 어렸을 때 공부를 도왔을 수 있지만, 링컨은 곧 교사로서의 행크스의 능력을 넘어섰다.
여섯 살 된 에이브러햄과 그의 누이 세라는 켄터키에서 교육을 시작했으며, 그들은 노브 크리크에 있는 집에서 약 2마일 북쪽에 있는 기부금 학교에 다녔다. 수업은 일 년 중 몇 달 동안만 열렸다. 1816년 12월, 그들이 인디애나에 도착했을 때 그 지역에는 학교가 없었기 때문에 에이브러햄과 그의 누이는 1819년경 "링컨 농장에서 남쪽으로 1.25마일 떨어진 곳"에 첫 리틀 피전 크리크 학교가 설립될 때까지 집에서 공부를 계속했다. 1820년대에는 링컨을 포함한 개척 시대 어린이들을 위한 교육 기회가 부족했다. 학령기 아동의 부모는 지역 학교와 교사에게 비용을 지불했다. 인디애나의 개척 시대에 링컨의 제한된 정규 교육은 특이한 일이 아니었다. 링컨은 어린 학생들을 위한 학교인 블랩 스쿨에서 순회 교사들에게 배웠으며, 학부모가 비용을 지불했다. 학교 자원이 부족했기 때문에, 아동 교육의 대부분은 비공식적이었고 교실 밖에서 이루어졌다.
링컨의 어린 시절 가족, 이웃, 학교 친구들은 그가 열렬한 독서가였다고 회상했다. 링컨은 이솝 우화, 성경, 천로역정, 로빈슨 크루소, 파슨 윔스의 『워싱턴의 삶』뿐만 아니라 신문, 찬송가집, 노래책, 수학 및 철자법 책, 기타 자료를 읽었다. 이후에는 셰익스피어의 작품, 시, 영국과 미국 역사를 공부했다. 링컨은 유난히 키가 크고 (6 피트 3.75 인치 (1.9241 m)) 강했지만, 너무 많은 시간을 독서에 할애하여 일부 이웃들은 그가 "독서, 글쓰기, 글쓰기, 계산, 시 쓰기 등"을 너무 많이 하여 게으르다고 생각했다. 그리고 육체노동을 피하기 위해 그렇게 했을 것이라고 생각했다. 그의 계모도 그가 "육체노동"을 즐기지 않았지만, 독서를 좋아했다고 인정했다. "그는 너무 많이 읽고, 너무 학구적이며, 육체 운동을 거의 하지 않고, 학업에 너무 열중하여", 몇 년 후 링컨이 일리노이에 살 때 헨리 맥헨리는 "그가 쇠약해져서 그의 가장 친한 친구들은 그가 미쳐버릴까 두려워했다"고 회상했다.
링컨은 또한 이 시기에 처음으로 법을 공부하기 시작했는데, 면허 없이 페리 보트를 운항했다는 혐의로 무죄를 선고받은 후 법에 대한 관심이 증폭되었다. 링컨은 자신이 만든 평저선을 사용하여 인디애나와 켄터키 사이의 오하이오강에서 승객들을 증기선으로 실어 나르고 있었는데, 켄터키 쪽에서 페리 보트를 운항하던 두 형제가 그의 사업을 침해한다고 고발했고, 링컨은 면허 없이 페리 보트를 운항했다는 혐의로 기소되었다. 지역의 치안 판사인 사무엘 페이트 판사는 링컨에게 유리한 판결을 내렸다. 사건이 끝난 후, 링컨은 페이트와 광범위하게 대화했으며, 페이트는 그에게 법에 대한 무지에서 발생하는 어려움과 모든 사람이 자신이 살고 있는 법, 특히 자신의 사업과 관련된 법을 안다면 더 나은 시민이자 더 유용한 시민이 될 것이라고 말했다. 링컨은 법과 법원 절차에 대해 수많은 질문을 했다. 페이트의 초대로 링컨은 여러 번 돌아와 페이트가 법정을 여는 것을 지켜봤다. 그는 그 후 『인디애나 개정 법규』를 읽기 시작했다. 링컨이 읽은 책은 인디애나의 보안관 데이비드 턴험의 소유였다. 법 집행관으로서 턴험은 책을 항상 참고할 수 있도록 보관해야 했고 빌려줄 수 없었기 때문에 링컨은 그 책을 읽기 위해 그의 집을 반복해서 방문했다. 턴험은 "그는 내 집에 와서 앉아서 그것을 읽곤 했다. 그것은 그가 본 첫 번째 법률 책이었다"고 회상했다. 그의 계모 샐리와 사촌 데니스 행크스도 그가 그 책을 철저히 공부했다고 회상했다. 그는 미국 독립선언, 미국의 헌법, 인디애나 주 헌법과 같은 책 속의 역사적 문서에 특히 관심을 가졌다. 또한, 링컨은 분빌, 록포트, 프린스턴에서 법원 회의에 참석했다.
독서뿐만 아니라 링컨은 켄터키와 인디애나에서 젊은 시절 다른 기술과 관심사를 길렀다. 그는 소박하고 투박한 말하기 스타일을 개발했으며, 젊은 시절 가족, 학교 친구, 지역 사회 구성원들에게 이야기와 설교를 들려주며 연습했다. 21세가 되었을 때, 링컨은 "능숙하고 웅변적인 연설가"가 되었다. 그러나 일부 역사가들은 그가 국가 정치에 입문했을 때조차 그의 말하기 스타일, 수사법, 어휘가 세련되지 않았다고 주장한다.

### 일리노이로의 이주 (1830)
1830년, 링컨이 21세였을 때, 확장된 링컨 가족 13명이 일리노이로 이주했다. 토머스, 샐리, 에이브러햄, 그리고 샐리의 아들 존 D. 존스턴이 한 가족으로 갔다. 데니스 행크스와 그의 아내 엘리자베스(에이브러햄의 의붓누이이기도 하다) 그리고 그들의 네 자녀가 일행에 합류했다. 행크스의 이복형제 스콰이어 홀과 그의 아내 마틸다 존스턴(링컨의 또 다른 의붓누이) 그리고 그들의 아들이 세 번째 가족 그룹을 형성했다. 역사가들은 누가 이주를 시작했는지에 대해 의견이 다르지만, 토머스 링컨보다는 데니스 행크스였을 수도 있다. 토머스는 인디애나를 떠날 뚜렷한 이유가 없었다. 그는 땅을 소유하고 있었고 지역 사회에서 존경받는 구성원이었지만, 행크스는 그렇게 잘 지내지 못했다. 또한 데니스의 사촌 중 한 명인 존 행크스가 메이컨군에 살고 있었다. 데니스는 나중에 샐리가 딸 엘리자베스와 헤어지기를 거부했기 때문에 샐리가 토머스를 일리노이로 이주하도록 설득했을 수도 있다고 언급했다.

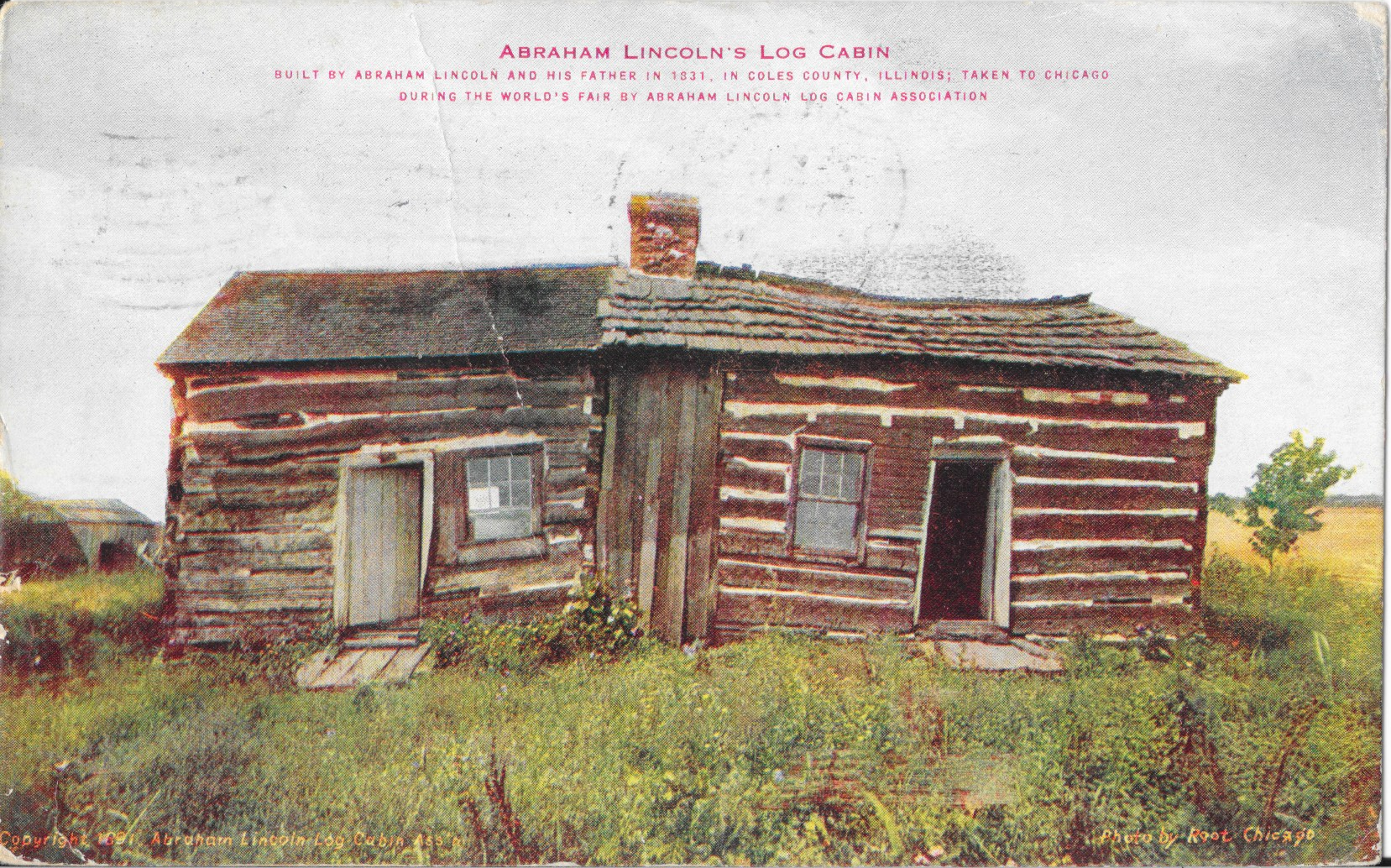
링컨의 통나무집 사진

링컨-행크스-홀 가족은 1830년 3월 초 인디애나를 떠났다. 그들은 인디애나의 빈센즈에서 와바시강을 건너 일리노이로 들어갔으며, 가족은 메이컨군에 선택된 부지에 정착했다. 디케이터에서 서쪽으로 10 마일 (16 km) 떨어진 곳이었다. 당시 21세였던 링컨은 아버지가 통나무집과 울타리를 짓고, 10 에이커 (40,000 m2)의 땅을 개간하고 옥수수 농사를 짓는 것을 도왔다. 그해 가을 온 가족이 발열에 걸렸지만 모두 살아남았다. 1831년 초겨울은 특히 혹독하여 많은 지역 주민들은 최악의 겨울이었다고 말했다. (일리노이에서는 "깊은 눈의 겨울"로 알려졌다.) 봄에 링컨 가족이 콜스군의 농장으로 이사할 준비를 할 때, 링컨은 독립할 준비가 되었다. 토머스와 샐리는 콜스군으로 이사했고, 평생 일리노이에 머물렀다.
샐리 링컨과 그의 사촌 데니스 행크스는 토머스가 아들을 사랑하고 지지했다고 주장했지만, 가족이 일리노이로 이주한 후 아버지와 아들의 관계는 소원해졌다. 아마 토머스는 아들의 야망을 완전히 이해하지 못했을 것이고, 에이브러햄은 토머스의 초기 어려움을 전혀 몰랐을 것이다. 1851년, 일리노이로 이주한 후 에이브러햄은 죽어가는 아버지를 방문하기를 거부했고, 자신의 아들들을 조부모님을 방문하게 하지 않았다. 역사가 로드니 오. 데이비스는 그들의 관계가 소원해진 이유는 링컨의 변호사로서의 성공과 부유하고 귀족적인 가족 출신인 메리 토드 링컨과의 결혼 때문이었고, 두 사람은 더 이상 삶의 상황에 대해 서로 공감하지 못했기 때문이라고 주장했다.

### 뉴올리언스로의 또 다른 여행 (1831)
링컨은 존 존스턴, 존 행크스와 함께 덴턴 오풋의 제안을 받아들여 스프링필드에서 만나 1831년에 뉴올리언스로 화물을 운반하기로 했다. 4월 말 또는 5월 초에 상가몬강을 따라 스프링필드를 출발한 그들의 배는 스프링필드에서 북서쪽으로 20 마일 (32 km) 떨어진 뉴 세일럼 마을 근처의 방앗간 댐을 통과하는 데 어려움을 겪었다. 뉴 세일럼의 위치에 깊은 인상을 받고 증기선이 마을까지 강을 항해할 수 있다고 믿었던 오풋은 방앗간을 임대하고 잡화점을 열기로 계약했다. 오풋은 링컨을 점원으로 고용했고 두 남자는 뉴올리언스에서 화물을 내린 후 뉴 세일럼으로 돌아왔다.

## 뉴 세일럼 (1831–1837)

### 링컨, 일리노이주 뉴 세일럼에 정착하다
링컨이 1831년 7월 말 뉴 세일럼으로 돌아왔을 때, 그는 유망한 공동체를 발견했지만, 인구는 100명을 넘지 않았을 것이다. 뉴 세일럼은 여러 지역 공동체를 위한 작은 상업적 정착지였다. 이 마을에는 제재소, 방앗간, 대장간, 목공소, 양모 가공소, 모자 제조업자, 잡화점, 주점 등 12개 이상의 건물이 흩어져 있었다. 오풋은 9월이 되어서야 가게를 열었기 때문에 링컨은 그동안 임시 일자리를 찾았고, 마을 사람들은 그를 근면하고 협조적인 젊은이로 빠르게 받아들였다. 링컨이 가게에서 일하기 시작하자, 그는 인근 지역 사회에서 물품을 구매하거나 옥수수를 갈기 위해 뉴 세일럼으로 오는 거친 정착민들과 노동자들을 만났다. 링컨의 유머, 이야기 솜씨, 그리고 육체적 힘은 클라리 그로브 소년들로 불리는 젊고 시끄러운 무리에 잘 어울렸고, 지역 챔피언 잭 암스트롱과의 씨름 시합 후에 그들 사이에서 그의 입지는 굳건해졌다. 링컨은 암스트롱과의 싸움에서 졌지만, 지역 주민들의 존경을 얻었다.
뉴 세일럼에서의 첫 겨울 동안, 링컨은 뉴 세일럼 토론 클럽 회의에 참석했다. 클럽에서의 그의 활약과 가게, 제재소, 방앗간을 효율적으로 운영하는 능력, 그리고 다른 자기 계발 노력은 곧 존 앨런 박사, 멘토 그레이엄, 제임스 러틀리지와 같은 마을 지도자들의 주목을 받았다. 그들은 링컨에게 정치에 입문할 것을 권유했는데, 그가 지역 사회의 이익을 지지할 능력이 있다고 느꼈기 때문이다. 1832년 3월, 링컨은 스프링필드에서 발행되는 상가모 저널에 실린 글을 통해 자신의 출마를 발표했다. 링컨은 헨리 클레이 시니어와 그의 미국 시스템을 존경했지만, 국가 정치 상황은 변화하고 있었고, 지역 일리노이 문제가 선거의 주요 정치적 관심사였다. 링컨은 지역 철도 개발에는 반대했지만, 상가몬강의 항해 가능성을 높일 개선 사업을 지지했다. 비록 민주당과 휘그당이 맞서는 양당 정치 체제는 아직 형성되지 않았지만, 링컨은 향후 몇 년 안에 주 의회에서 선도적인 휘그당원이 될 것이다.

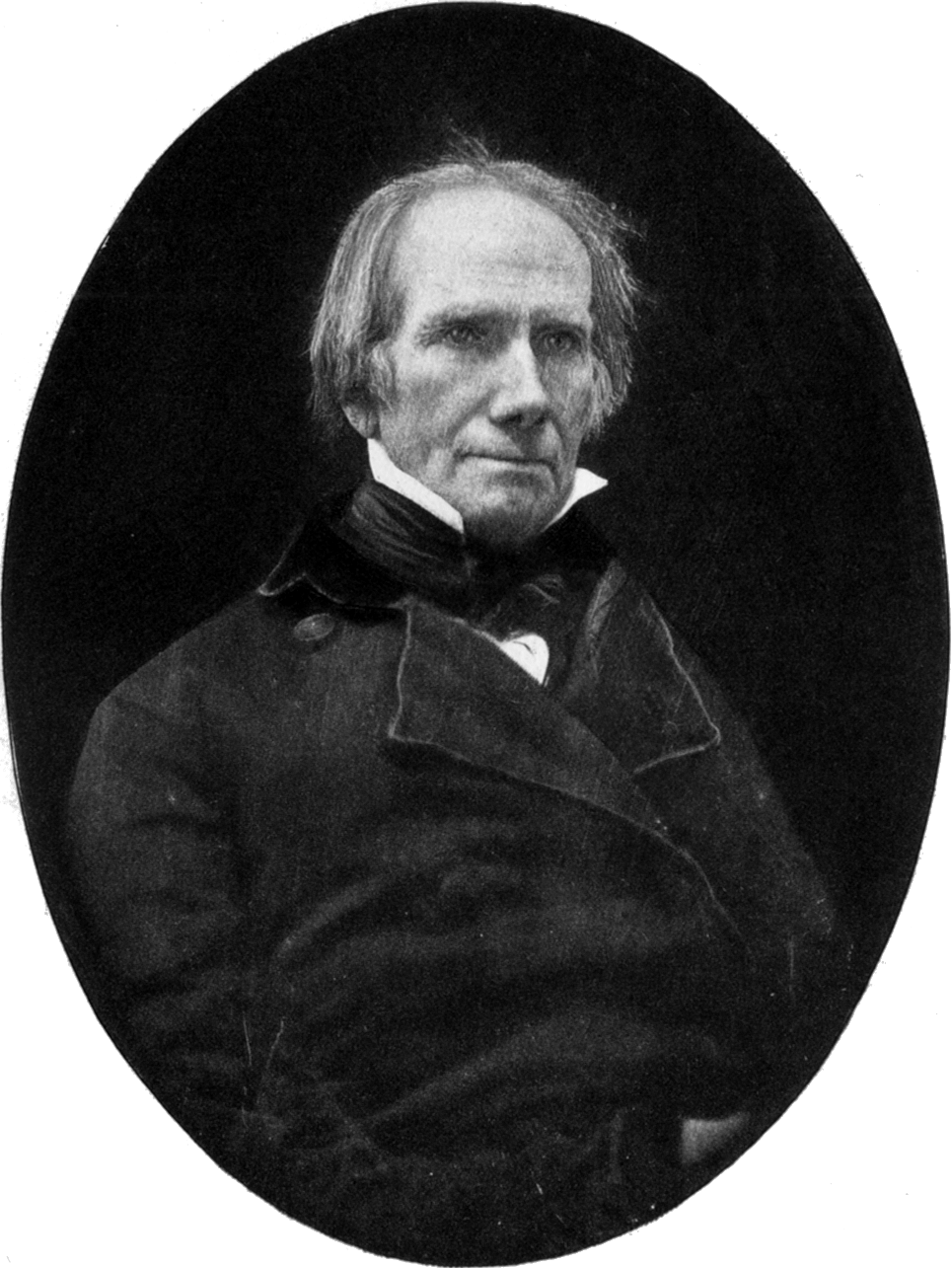
헨리 클레이의 다게레오타이프 초상화 – 클레이는 링컨의 경력 전반에 걸쳐 주요한 정치적 영향력을 행사했다

1832년 봄까지, 오풋의 사업은 실패했고 링컨은 실업 상태였다. 이 무렵, 블랙 호크 전쟁이 발발했고, 링컨은 일리노이의 전통적인 부족 땅을 되찾기 위해 450명의 전사들과 1,500명의 여성과 아이들을 이끌던 블랙 호크를 격퇴하기 위해 뉴 세일럼에서 온 자원봉사자 그룹에 합류했다. 링컨은 자신의 부대 대장으로 선출되었지만, 그와 그의 부대원들은 전투를 겪지 않았다. 링컨은 나중에 1850년대 후반에 동료들에 의한 선출이 "그 이후로 내가 겪었던 어떤 것보다도 더 큰 기쁨을 주었다"고 언급했다. 링컨은 몇 달간의 민병대 복무 후 8월 6일 입법 선거를 앞두고 상가몬 카운티에서 선거 운동을 하기 위해 중부 일리노이로 돌아왔다. 개표 결과, 링컨은 13명의 후보 중 8위를 차지했다. 상위 4명의 후보만이 당선되었지만, 링컨은 뉴 세일럼 선거구에서 300표 중 277표를 얻어냈다.
직업이 없던 링컨과 블랙 호크 전쟁 당시 링컨 민병대의 일원이었던 윌리엄 F. 베리는 뉴 세일럼에 있는 세 개의 잡화점 중 하나인 링컨-베리 잡화점을 구입했다. 두 사람은 사업 인수와 나중에 다른 상점 재고 인수를 위해 개인 어음을 발행했지만, 그들의 사업은 실패했다. 1833년까지 뉴 세일럼은 더 이상 성장하는 공동체가 아니었다. 상가몬강은 상업 운송에 부적합하다는 것이 입증되었고, 다른 시장으로 쉽게 접근할 수 있는 도로도 철도도 없었다. 1월에 베리는 주류 판매 허가를 신청했지만, 추가 수입은 사업을 구하기에 충분하지 않았다. 링컨-베리 상점의 폐쇄로 링컨은 다시 실업자가 되었고 곧 뉴 세일럼을 떠나야 했다. 그러나 1833년 5월, 링컨을 뉴 세일럼에 머물게 하는 데 관심이 있던 친구들의 도움으로 링컨은 앤드루 잭슨 대통령으로부터 뉴 세일럼 우체국장으로 임명받았는데, 이 직책을 3년 동안 유지했다. 이 기간 동안 링컨은 우체국장으로서 150~175달러를 벌었으며, 이는 풀타임 수입원이라고 보기에는 hardly 충분했다. 또 다른 친구는 링컨이 민주당 정치 임명자인 카운티 측량사 존 칼훈의 조수로 임명되도록 도왔다. 링컨은 측량 경험이 없었지만, 빌린 두 권의 책에 의존하여 측량 기술의 실제 적용뿐만 아니라 과정의 삼각 측량 기반을 스스로 터득할 수 있었다. 그의 수입은 일상 경비를 충당하기에 충분했지만, 베리와의 파트너십으로 인한 어음이 만기가 다가오고 있었다.

### 정치와 법
1834년 링컨의 주 의회 재선 출마 결정은 그의 빚을 갚아야 한다는 필요성(그가 농담으로 "국가 채무"라고 불렀던 것)과 의원 급여에서 오는 추가 수입에 크게 영향을 받았다. 이때 링컨은 휘그당원이었다. 그의 선거 운동 전략은 국가 문제에 대한 논의를 배제하고, 선거구를 다니며 유권자들에게 인사하는 데 집중했다. 선거구의 선도적인 휘그당 후보는 스프링필드 변호사 존 T. 스튜어트였는데, 링컨은 블랙 호크 전쟁 당시 민병대 복무를 통해 그를 알고 있었다. 링컨보다 스튜어트를 더 두려워했던 지역 민주당원들은 13명의 후보 중 두 명을 철회하고 링컨을 지지하겠다고 제안했는데, 상위 4명의 득표자만이 당선될 예정이었다. 자신의 승리를 확신했던 스튜어트는 링컨에게 민주당의 지지를 받아들이라고 말했다. 8월 4일, 링컨은 1,376표를 얻어 선거에서 두 번째로 높은 득표수를 기록하며 스튜어트와 마찬가지로 네 자리 중 하나를 차지했다. 링컨은 1836년, 1838년, 1840년에 주 의회에 재선되었다.

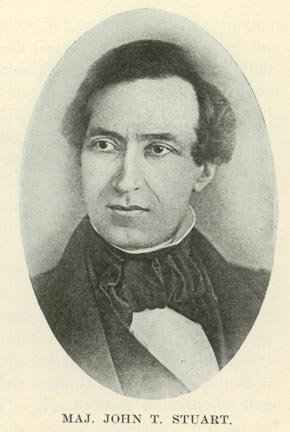
블랙 호크 전쟁 당시 소령이었던 존 T. 스튜어트

링컨의 미래 아내인 메리 토드의 사촌이었던 스튜어트는 링컨에게 깊은 인상을 받아 그에게 법을 공부하라고 권유했다. 링컨은 아마 어린 시절부터 법정에 익숙했을 것이다. 가족이 아직 켄터키에 있을 때, 그의 아버지는 토지 등기 신청, 배심원 복무, 보안관 판매 등에 자주 관여했으며, 나중에는 링컨이 아버지의 법적 문제를 알고 있었을 수도 있다. 가족이 인디애나로 이주했을 때, 링컨은 세 개의 카운티 법원에서 15 마일 (24 km) 이내에 살았다. 좋은 구두 발표를 듣는 기회에 이끌려, 링컨은 개척지의 다른 많은 사람들처럼 관객으로 법원 회의에 참석했다. 그가 뉴 세일럼으로 이주했을 때도 이 관행은 계속되었다. 변호사들이 자주 언급하는 것을 알아차린 링컨은 『인디애나 개정 법규』, 『독립선언서』, 『미국 헌법』을 읽고 연구하는 데 주력했다.
뉴 세일럼 주민들은 링컨이 1831년 또는 1832년에 법률 서적을 읽는 것을 회상했다. 링컨 전기 작가 더글러스 L. 윌슨은 이 독서가 "탐색적"이었다고 본다. 링컨은 1834년 선거 이후 "진지하게" 법을 공부하기 시작했다고 썼다.
스튜어트와 토머스 드럼몬드 판사의 법률 사무소에서 빌린 책을 사용하여, 링컨은 1835년 상반기 동안 법을 진지하게 공부하기 시작했다. 링컨은 로스쿨에 다니지 않았고, "나는 아무도 가르치지 않았다"고 말했다. 당시 법률 교육의 주요 방법은 법률 사무소에서 도제로 법률 독학하는 것이었다. 링컨은 공식적인 도제는 아니었지만, 스튜어트로부터 법률 연구에 멘토링을 받았을 수 있다. 뉴 세일럼 주민 윌리엄 그린은 스튜어트가 링컨에게 법에 대한 "많은 설명과 해명"을 해주었다고 말했다. 훈련의 일환으로 그는 윌리엄 블랙스톤의 『영국법 주해』, 치티의 『소송』, 사이먼 그린리프의 『증거』, 그리고 조지프 스토리의 『형평법』 사본을 읽었다. 그는 또한 켄트의 『미국법 주해』도 읽었을 것이다. 1836년 2월 링컨은 측량사 일을 그만두었고, 1836년 3월, 상가몬 카운티 법원 서기에게 도덕적으로 선량한 인물로 등록을 신청하면서 변호사로서 활동하는 첫 발을 내디뎠다. 실무 변호사들의 구두 시험을 통과한 후, 링컨은 1836년 9월 9일 변호사 면허를 취득했다. 1837년 4월에는 일리노이 대법원에서 변호사로 등록되었고, 스프링필드로 이주하여 스튜어트와 파트너십을 맺었다.

## 일리노이주 의회 (1834–1842)
일리노이 주 의회에서 링컨의 첫 회기는 1834년 12월 1일부터 1835년 2월 13일까지였다. 회기를 준비하기 위해 링컨은 상가몬 카운티에서 가장 부유한 사람 중 한 명인 콜먼 스무트에게서 200달러를 빌렸고, 그중 60달러를 첫 양복을 사는 데 썼다. 이 임기에서 두 번째로 어린 입법자였고, 서른여섯 명의 초선 의원 중 한 명이었던 링컨은 주로 관찰자였지만, 그의 동료들은 곧 그가 "법률의 전문 용어"를 숙달했음을 인정하고 그에게 법안 초안을 작성해 달라고 요청했다.
1836년 6월 링컨이 재선 출마를 발표했을 때, 그는 확대된 참정권이라는 논쟁적인 문제를 다루었다. 민주당은 최소 6개월 동안 주에 거주하는 백인 남성에게 보편적인 참정권을 주장했다. 그들은 운하 사업 때문에 주에 매료된 아일랜드 이민자들을 민주당원으로서 유권자 명부에 올리기를 희망했다. 링컨은 투표권을 재산 소유자로 제한해야 한다는 전통적인 휘그당의 입장을 지지했다.
링컨은 1836년 8월 1일 상가몬 대표단에서 최다 득표자로 재선되었다. 두 명의 상원의원과 일곱 명의 하원의원으로 구성된 이 대표단은 모두 평균 이상의 키를 가졌기 때문에 "롱 나인(Long Nine)"이라는 별명을 얻었다. 그룹에서 두 번째로 어린 나이였음에도 불구하고 링컨은 그룹의 리더이자 휘그당 소수파의 원내대표로 여겨졌다. 롱 나인의 주요 의제는 주 수도를 밴달리아에서 스프링필드로 이전하는 것과 주를 위한 적극적인 내부 개선 프로그램이었다. 링컨의 입법부 및 당 내 영향력은 1838년과 1840년의 두 차례 연속 재선으로 계속 성장했다. 1838–1839년 입법 회기까지, 링컨은 최소 14개 위원회에서 활동했으며, 휘그당 소수파의 프로그램을 관리하기 위해 막후에서 일했다.
주 의원으로 재직하는 동안, 일리노이 감사원장 제임스 실즈는 링컨에게 결투를 신청했다. 링컨은 스프링필드 신문인 상가몬 저널에 실즈를 놀리는 선동적인 편지를 게재했었다. 링컨의 미래 아내 메리 토드와 그녀의 친한 친구는 링컨이 모르는 사이에 실즈에 대한 편지를 계속 썼다. 실즈는 이 기사에 불쾌감을 느끼고 "만족"을 요구했다. 사건은 두 당사자가 미주리주의 선플라워 섬, 올턴 근처에서 결투에 참여하기 위해 만나는 지경에 이르렀는데, 결투는 일리노이에서 불법이었다. 링컨은 기사에 대한 책임을 지고 받아들였다. 링컨은 실즈가 뛰어난 사격수였기 때문에 결투 무기로 기병대 브로드소드를 선택했다. 전투에 돌입하기 직전, 링컨은 실즈의 머리 위에 있는 나뭇가지를 쉽게 자르면서 자신의 신체적 우위(긴 팔 길이)를 보여주었다. 그들의 두 번째들은 개입하여 링컨이 편지를 쓰지 않았다는 이유로 남자들에게 적대 행위를 중단하도록 설득했다.

### 내부 개선
일리노이 주지사는 1835-1836년 겨울에 일리노이 미시간 운하 건설 자금을 조달하기 위한 특별 입법 회의를 소집했다. 이 운하는 일리노이강과 시카고강을 연결하여 미시간호와 미시시피강을 잇는 중요한 사업이었다. 이 제안은 주 정부가 50만 달러의 대출로 건설 자금을 조달할 수 있도록 허용했다. 링컨은 이 약속에 찬성표를 던졌고, 28대 27로 통과되었다.
링컨은 항상 도로, 운하, 그리고 나중에는 철도망이 잘 발달된 번영하는 미국을 꿈꾸는 헨리 클레이의 미국 시스템 비전을 지지했다. 링컨은 이러한 프로젝트의 자금을 연방 정부의 공공 토지 판매를 통해 조달하여 이자 비용을 없애는 것을 선호했다. 그렇지 않으면 사적 자본이 비용을 전적으로 부담해야 한다고 보았다. 일리노이가 다른 주들에 비해 경제 개발에서 뒤처질까 봐 우려했던 링컨은 주가 민간 개발업자들에게 필요한 지원을 제공하도록 허용하는 쪽으로 입장을 바꾸었다.

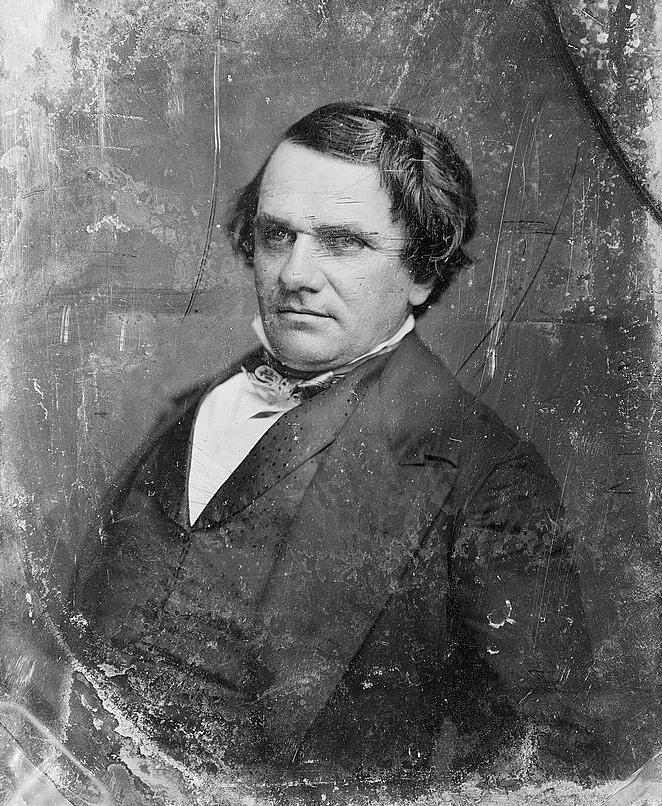
스티븐 A. 더글러스 – 더글러스와 링컨은 대부분의 공적인 경력을 라이벌로 보냈다.

다음 회기에서 새로 선출된 입법자인 스티븐 A. 더글러스는 더 나아가 포괄적인 1천만 달러 규모의 주 대출 프로그램을 제안했고, 링컨은 이를 지지했다. 그러나 1837년 공황은 일리노이에서 더 이상의 내부 개선 가능성을 효과적으로 파괴했다. 주는 "미완성 도로와 부분적으로 파낸 운하로 어지럽혀졌다"; 주 채권의 가치는 떨어졌고; 주 채무에 대한 이자는 총 수입의 8배였다. 주 정부는 이 빚을 갚는 데 40년이 걸렸다.

링컨은 내부 개선 프로그램을 살리기 위한 몇 가지 아이디어를 가지고 있었다. 첫째, 그는 주가 연방 정부로부터 공공 토지를 할인된 가격으로 구매한 다음, 새로운 정착민에게 이익을 남기고 판매할 것을 제안했지만, 연방 정부는 이 아이디어를 거부했다. 다음으로, 그는 가장 가치 있는 토지 소유자에게 더 많은 세금 부담을 전가하는 누진 토지세를 제안했지만, 대부분의 입법자들은 내부 개선 프로젝트에 더 이상의 주 자금을 투입할 의사가 없었다. 주의 재정 불황은 1839년까지 계속되었다.

### 주도 스프링필드 선정
1830년대 일리노이는 뉴욕과 뉴잉글랜드 출신의 이민자들을 더 많이 받아들였고, 이들은 주로 주의 북부와 중부 지역으로 이주하는 경향이 있었다. 더 정체된 남부 지역에 위치한 밴달리아는 주의 정부 소재지로 부적합해 보였다. 반면에 상가몬 카운티의 스프링필드는 "일리노이 중부의 전략적 위치"에 있었고 이미 "인구와 문화 수준"이 성장하고 있었다.
주 정부를 스프링필드로 이전하는 것을 반대하는 사람들은 먼저 상가몬 카운티 대표단의 영향력을 약화시키기 위해 카운티를 두 개의 새로운 카운티로 나누려 시도했지만, 링컨은 자신의 위원회에서 이 제안을 먼저 수정하고 나중에는 폐기하는 데 결정적인 역할을 했다. 길고 긴 토론 내내 "링컨의 정치적 기술은 반복적으로 시험대에 올랐다". 그는 마침내 자신이 제안한 대로 선택된 도시가 새 주 의사당 건물 건설을 위해 5만 달러와 2 에이커 (8,100 m2)의 토지를 기부해야 한다는 제안을 의회가 수락했을 때 성공했다. 오직 스프링필드만이 이 재정적 요구를 편안하게 충족시킬 수 있었다. 최종 조치는 두 번 연기되었지만, 링컨은 다음 회기에서 재고할 수 있도록 허용하는 것을 포함하여 추가 지지를 얻기 위한 수용 가능한 수정안을 찾아 이를 다시 살려냈다. 다른 지역들이 부결되면서, 스프링필드는 1837년 2월 28일 46대 37의 표 차이로 선택되었다. 링컨의 지도력 아래 재고 노력은 1838–1839년 회기에서 실패했다. 나중에 링컨의 친한 친구이자 조언자가 된 오빌 브라우닝은 일리노이 상원을 통해 법안을 통과시켰고, 이주는 1839년에 발효되었다.

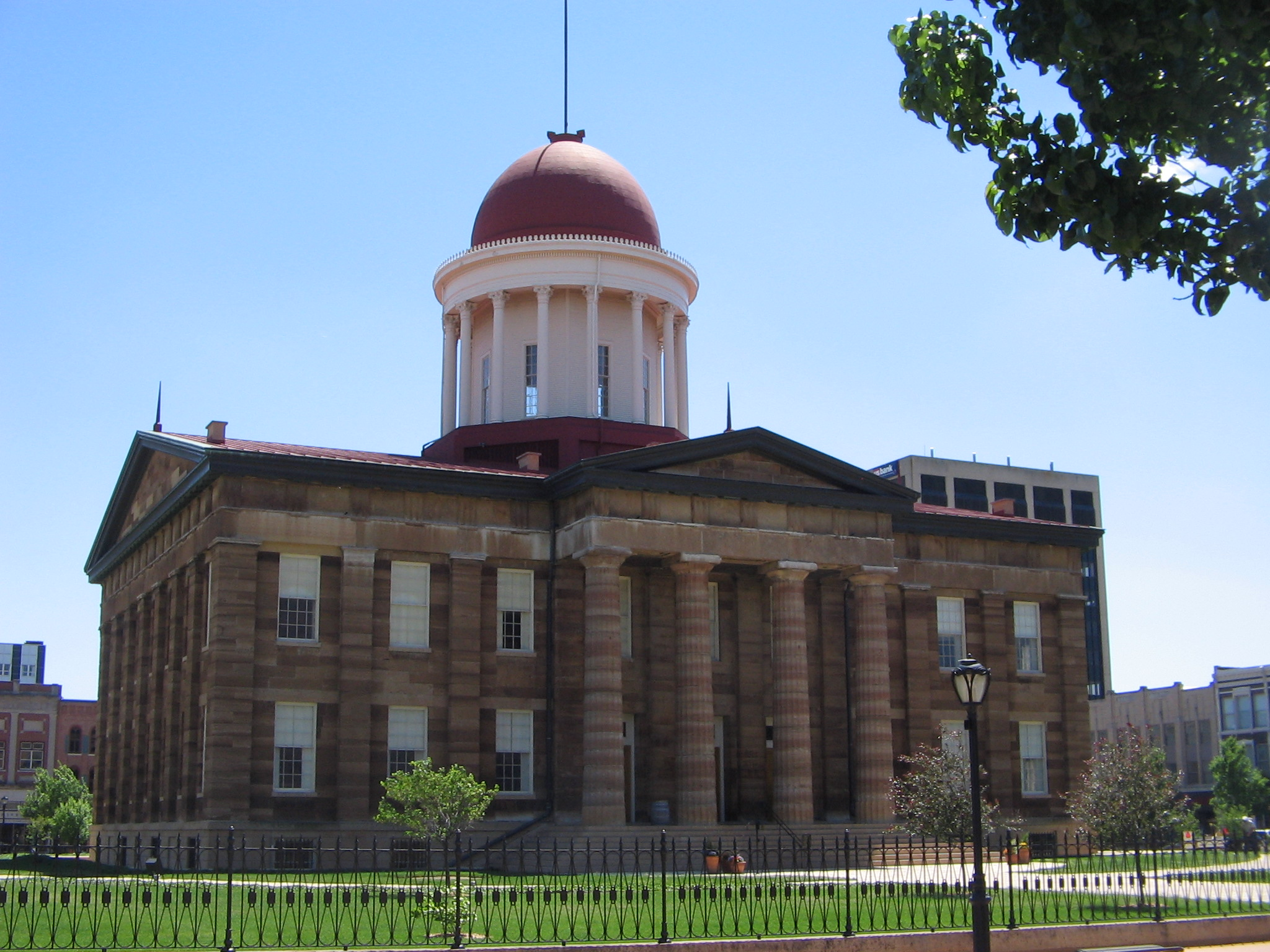
스프링필드의 구 주 의사당 건물 – 링컨은 주 의사당을 스프링필드로 이전하는 데 중요한 역할을 했으며, 이 건물에서 일리노이 주 의회 마지막 임기를 보냈다.

### 일리노이 주립 은행
링컨은 헨리 클레이처럼 국가 은행 시스템에 대한 연방 통제를 선호했지만, 잭슨 대통령은 1835년까지 미국 은행을 효과적으로 해체시켰다. 같은 해 링컨은 당파를 넘어 친은행 민주당원들과 함께 일리노이 주립 은행을 인가하는 데 찬성표를 던졌다. 내부 개선 논쟁에서 그랬듯이, 링컨은 이용 가능한 최선의 대안을 찾았다. 역사가이자 링컨 전기 작가인 리처드 카워딘에 따르면, 링컨은 다음과 같이 느꼈다. 
잘 규제된 은행은 건전하고 탄력적인 통화를 제공하여 한편으로는 경화폐주의자들의 극단적인 처방으로부터, 다른 한편으로는 지폐 인플레이션주의자들로부터 대중을 보호할 것이다. 이는 공공 자금의 안전한 보관소 역할을 할 것이며, 주 개선을 유지하는 데 필요한 신용 메커니즘을 제공할 것이다. 이는 터무니없는 고리대금업을 종식시킬 것이다.

주립 은행 반대자들은 1836~1837년 입법 회기에서 은행을 폐쇄하기 위한 조사를 시작했다. 1837년 1월 11일, 링컨은 은행을 지지하고 반대자들을 공격하는 첫 주요 입법 연설을 했다. 그는 "이미 국내에 만연해 있으며, 급속하고 두려운 맹렬함으로 퍼져나가고 있는, 모든 제도, 심지어는 지금까지 사람과 재산이 안전을 찾아왔던 도덕적 원칙까지도 궁극적으로 전복시킬 무법적이고 폭도적인 정신"을 비난했다. 반대를 전적으로 정치 계층에 돌리며, 링컨은 정치인들을 "적어도 정직한 사람들과는 한 단계 멀리 떨어져 있다"고 불렀다. 링컨은 다음과 같이 말했다. 
나는 단언컨대, 공직을 맡고 있지 않거나 공직에 뜻이 없는 사람 중 이 은행에 대해 어떤 불만도 제기한 사람이 없다고 단언한다. 이 은행은 그들의 농산물 가격을 두 배로 늘렸고, 그들의 주머니를 건전한 유통 수단으로 채웠으며, 그들 모두는 은행의 운영에 매우 만족하고 있다.

 잭슨 시대 서부인들은 일반적으로 모든 은행에 회의적이었고, 1837년 공황 이후 일리노이 은행이 화폐 지급을 중단하면서 이러한 회의론은 더욱 심해졌다. 링컨은 여전히 은행을 옹호했지만, 은행은 평가 절하된 통화와 대출 압류로 이어진 실패하는 신용 시스템과 너무 강력하게 연결되어 정치적 지지를 거의 얻지 못했다.
1839년 민주당은 주립 은행에 대한 또 다른 조사를 시작했고, 링컨은 휘그당 대표로 조사 위원회에 참여했다. 링컨은 화폐 지급 중단이 "기관 자체의 유기적 결함"보다는 통제할 수 없는 경제 상황과 관련이 있다는 위원회의 결론에 결정적인 역할을 했다. 그러나 화폐 지급 중단을 허용하는 법안은 1840년 12월 말에 만료될 예정이었고, 민주당은 더 이상의 연장 없이 휴회하기를 원했다. 휴회 정족수를 피하기 위해 링컨과 몇몇 다른 사람들은 1층 창문 밖으로 뛰어내렸지만, 의장은 그들을 참석으로 간주했고 "은행은 폐쇄되었다." 1841년까지 링컨은 주립 은행에 대한 지지를 줄였지만, 주 전역에서 은행을 지지하는 연설을 계속했다. 그는 "주 기관에 대한 이러한 지속적인 전쟁이 있다면 ... 빨리 끝내는 것이 더 좋다"고 결론지었다.

### 노예제 폐지론
1830년대에는 노예 보유 주들이 북부에서 노예제 폐지론적 수사가 증가하는 것에 주목하기 시작했다. 특히 그들은 "미국 노예제 폐지 협회의 소책자들이 노예주들을 잔인한 야만인으로 묘사하는 것에 격분했다." 노예를 보유하지 않은 주들도 때로는 노예제 폐지론에 반대했다. 1837년 1월, 일리노이 주의회는 "노예제 폐지 단체의 결성을 강력히 비난하며", "노예에 대한 재산권은 연방 정부에 의해 노예 보유 주에게 신성하며, 그들의 동의 없이 그 권리를 박탈할 수 없다"고 선언하는 결의안을 통과시켰다. 또한 "연방 정부는 해당 지역 주민들의 의지에 반하여 컬럼비아 특별구의 노예제를 폐지할 수 없다"고 선언했다. 일리노이 상원에서는 18대 0으로, 하원에서는 77대 6으로 통과되었으며, 링컨과 역시 상가몬 카운티 출신인 댄 스톤은 반대 투표를 했다. 주도 이전이 여전히 두 사람의 최우선 의제였기 때문에, 이전이 승인될 때까지 그들은 투표에 대해 아무런 언급도 하지 않았다.
3월 3일, 다른 입법 우선순위들을 뒤로하고 링컨은 "노예제도는 불의와 나쁜 정책 모두에 기반을 두고 있다"고 명시한 공식적인 서면 항의서를 의회에 제출했다. 링컨은 실용적인 근거로 노예제 폐지론자들을 비판하며, "노예제 폐지 교리의 선전은 그 해악을 줄이기보다는 오히려 증가시키는 경향이 있다"고 주장했다. 그는 또한 결의안과는 다른 방식으로 수도의 노예제 문제를 다루며, "미국 의회는 헌법에 따라 컬럼비아 특별구의 노예제를 폐지할 권한이 있지만, 그 권한은 해당 지역 주민들의 요청이 없는 한 행사되어서는 안 된다"고 썼다. 니콜레이와 헤이의 『에이브러햄 링컨: 역사』 1권에서 편집자들은 그 항의서가 "노예제 문제에 대한 그의 입장을 간략하게 정의했다. 그리고 그것이 담고 있는 한, 그것은 그때나 지금이나 동일했다"고 진술했다.

### 링컨의 강연회 연설
1838년 1월 27일 스프링필드 젊은이 강연회에서 링컨이 행한 연설의 제목은 "우리 정치 제도의 영속"이었다. 이 연설에서 링컨은 미국의 노예제의 위험성을 설명했는데, 그는 이것이 연방 정부를 부패시킬 것이라고 믿었다. 그러나 그는 "나쁜 법이 존재한다면 가능한 한 빨리 폐지되어야 하지만, 그 법이 효력을 유지하는 동안에는 모범을 보이기 위해서라도 종교적으로 준수되어야 한다"고 믿었다.

## 초원의 변호사

### 스튜어트와 로건과의 파트너십
1837년, 스튜어트와의 법률 파트너십이 시작되면서 링컨은 대부분의 회사 고객을 처리했고, 스튜어트는 주로 정치와 미국 하원 선거에 관심이 있었다. 법률 사무소는 처리할 수 있는 만큼 많은 고객을 보유하고 있었다. 대부분의 수수료는 5달러였으며, 일반적인 수수료는 2.5달러에서 10달러 사이였다. 링컨은 스스로 배웠든 더 경험 많은 변호사와 공부했든 다른 대부분의 변호사들과 동등한 능력과 효율성을 가지고 있음을 빠르게 깨달았다. 1839년 11월 스튜어트가 의회에 당선된 후, 링컨은 혼자서 사무실을 운영했다. 링컨은 스튜어트처럼 자신의 법률 경력을 단순히 정치적 야망을 위한 촉매제로 여겼다.
1840년까지 링컨은 법률 사무소에서 연간 1,000달러를 벌었고, 의원으로서의 급여도 받았다. 그러나 스튜어트가 의회에 재선되자 링컨은 더 이상 모든 업무를 혼자 떠맡는 것에 만족하지 못했다. 1841년 4월, 그는 스티븐 T. 로건과 새로운 파트너십을 맺었다. 로건은 링컨보다 9살 많았으며, 상가몬 카운티의 선도적인 변호사였고, 일리노이로 이주하기 전에는 켄터키에서 변호사로 일했다. 로건은 링컨이 자신의 업무를 보완해 줄 것이라고 보았는데, 링컨이 배심원들과의 효율성 면에서 자신보다 우수하다는 것을 인식했기 때문이다. 다시 한번, 사무소에는 고객이 넘쳐났지만, 링컨은 스튜어트와 동등하게 나누던 것과는 달리 사무소 수입의 3분의 1을 받았다.
링컨과 로건의 협력은 배움의 경험이었다. 그는 로건으로부터 법률의 미묘한 부분과 적절하고 상세한 사건 조사 및 준비의 중요성을 배웠다. 로건의 서면 변론은 정확하고 핵심을 짚었고, 링컨은 그것들을 자신의 모범으로 삼았다. 그러나 링컨의 발전 대부분은 여전히 독학이었다. 역사가 데이비드 허버트 도널드는 로건이 그에게 "법에는 상식과 단순한 형평성 이상의 것이 있다"고 가르쳤고, 링컨의 연구는 "절차와 선례"에 초점을 맞추기 시작했다고 썼다. 이 시기 링컨은 법률 서적을 공부하지 않았지만, "밤늦게까지 대법원 도서관에서 자신이 다루는 사건에 적용될 선례를 찾아 헤맸다." 링컨은 "나는 문제를 뿌리째 파내어 마음의 불 앞에서 말려 올리는 것을 좋아한다"고 말했다. 그의 서면 요약서, 특히 일리노이 대법원 사건에서 중요했던 것들은 종종 영국 관습법의 기원까지 거슬러 올라가는 선례들을 상세히 기록하며 준비되었다. 링컨의 성장하는 기술은 대법원 출석 횟수가 증가하면서 분명해졌고, 그의 정치 경력에 큰 도움이 될 것이다. 1861년 워싱턴으로 갈 무렵, 링컨은 이 법원에 300번 이상 출석했다. 링컨 전기 작가 스티븐 B. 오츠는 "그곳에서 그는 꼼꼼한 준비와 설득력 있는 변론에 능숙한 변호사의 변호사라는 명성을 얻었다"고 썼다.

### 링컨과 헌던
링컨과 로건의 파트너십은 1844년 가을 로건이 아들과 파트너십을 맺으면서 해체되었다. 링컨은 아마 더 확고한 변호사들을 선택할 수 있었겠지만, 주니어 파트너로 일하는 것에 지쳐 로건과 링컨 사무실에서 법을 공부하던 윌리엄 헌던과 파트너십을 맺었다. 헌던은 링컨처럼 활동적인 휘그당원이었지만, 당시 일리노이 휘그당은 두 파벌로 나뉘어 있었다. 링컨은 메리 토드와의 결혼을 통해 당의 구식 "실크 스타킹" 계층과 연결되어 있었고, 헌던은 당의 젊고 더 대중적인 부분의 지도자 중 한 명이었다. 링컨-헌던 파트너십은 링컨의 대통령 선거를 통해 계속되었고, 링컨은 사망할 때까지 공식적인 파트너로 남아 있었다.
헌던과의 동업 전에는 링컨은 인근 지역 법원에 정기적으로 출석하지 않았다. 그러나 링컨은 1854년까지 서킷의 가장 활발한 정기 활동가 중 한 명이 되면서 이 상황은 변했다. 의회에서 2년간의 임기 동안만 중단되었다. 제8순회구는 11,000 제곱마일 (28,000 km2)를 포함했다. 매년 봄과 가을에 링컨은 한 번에 9~10주 동안 해당 지역을 여행하며, 10주 순회당 약 150달러를 벌었다. 도로 위에서 변호사들과 판사들은 싸구려 호텔에서 생활하며, 한 침대에 두 명의 변호사가, 한 방에 여섯 또는 여덟 명이 머물렀다.

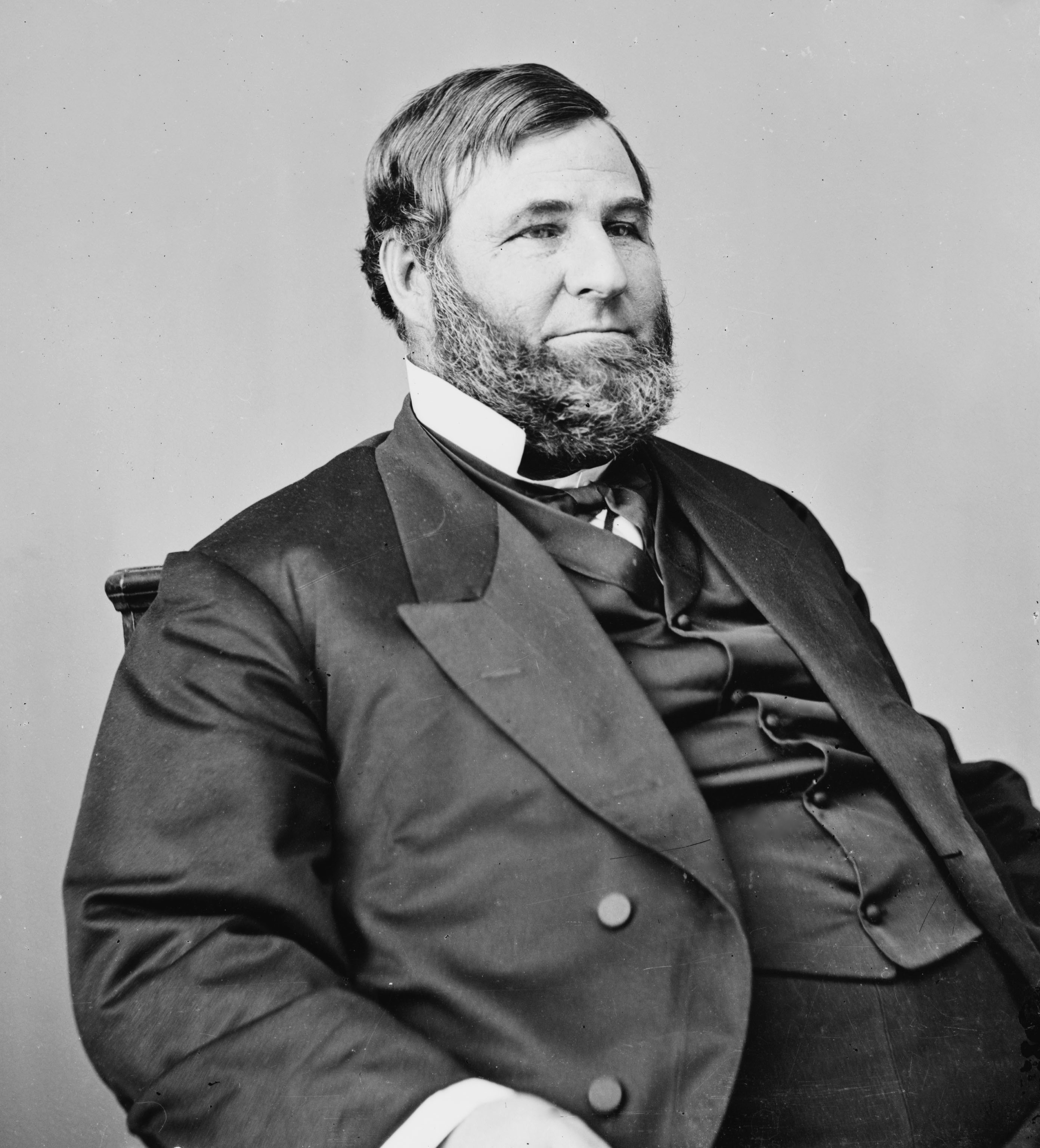
데이비드 데이비스 – 링컨의 순회 재판에서 판사였던 데이비스는 1862년 링컨에 의해 미국 대법관으로 임명될 것이다.

링컨의 순회 재판에서의 성실성과 공정성에 대한 명성은 의뢰인과 도움이 필요한 지역 변호사 모두에게 높은 인기를 얻게 했다. 그가 순회 재판을 다니는 동안 얻은 영원한 별명 중 하나가 "정직한 에이브"였다. 그가 대변했던 의뢰인, 함께 순회 재판을 다녔던 사람들, 그리고 길에서 만난 변호사들은 링컨의 가장 충성스러운 정치적 지지자 중 일부가 되었다. 그중 한 명은 데이비드 데이비스로, 링컨과 마찬가지로 민족주의적 경제 프로그램을 지지하고 노예제에 반대했지만 실제로 노예제 폐지론자가 되지는 않은 휘그당원이었다. 데이비스는 1848년에 판사로 순회 재판에 합류했으며, 가끔 링컨에게 자신을 대신하여 재판을 진행하도록 임명하기도 했다. 그들은 11년 동안 순회 재판을 다녔고, 링컨은 결국 그를 미국 대법관으로 임명할 것이다. 또 다른 친한 동료는 댄빌의 변호사 워드 힐 라몬이었다. 링컨과 공식적인 업무 협약을 맺은 유일한 지역 변호사인 라몬은 1861년에 링컨과 함께 워싱턴으로 동행했다.

### 사건 수와 수입
순회 판사 활동을 하는 다른 변호사들과 달리 링컨은 부동산 투기에 참여하거나 사업 또는 농장을 운영하여 수입을 보충하지 않았다. 그의 수입은 주로 변호사 활동을 통해 얻은 것이었다. 1840년대에는 연간 1,500달러에서 2,500달러에 달했으며, 1850년대 초에는 3,000달러로, 1850년대 중반에는 5,000달러로 증가했다.
1850년에 이 회사는 상가몬 카운티 순회 재판 사건의 18%에 관여했다. 1853년에는 33%로 증가했다. 미국 하원에서 단 한 번의 임기를 마치고 돌아온 링컨은 시카고 법률 회사에서 파트너 제의를 거절했다. 링컨은 또한 연방 법원에서도 인기가 많았으며, 일리노이 주 대법원과 시카고 연방 지방 법원에서 여러 중요한 특허, 철도 및 상업 사건의 변호사로 활동했다.
링컨은 노예 제도와 관련된 최소 두 건의 사건에 연루되었다. 1841년 일리노이 대법원 사건인 베일리 대 크롬웰 사건에서 링컨은 노예로 지목된 여성의 판매를 성공적으로 막았으며, 일리노이에서는 "법적 추정은 ... 모든 사람은 피부색과 상관없이 자유롭다"는 주장을 펼쳤다. 1847년 에이브러햄 링컨은 도망친 노예를 되찾으려던 노예 소유주 로버트 매트슨을 변호했다. 매트슨은 켄터키 농장에서 자신의 노예들을 데려와 일리노이에 소유한 땅에서 일하게 했다. 노예들은 올랜도 피클린, 유셔 린더, 그리고 찰스 H. 컨스터블이 변호했다. 노예들은 북서부 조례가 일리노이를 포함한 영토에서 노예 제도를 금지했으므로 일리노이에 도착하면 자유롭다고 믿었기 때문에 도망쳤다. 이 사건에서 링컨은 노예 소유주가 노예를 일시적으로 자유 영토로 데려갈 수 있는 이동권을 주장했다. 링컨은 또한 매트슨이 노예들을 일리노이에 영구적으로 머물게 할 의도가 없었다는 점을 강조했다. 이러한 주장에도 불구하고, 콜스 카운티의 판사들은 링컨에게 불리한 판결을 내렸고 노예들은 자유롭게 되었다. 도널드는 "매트슨 사건이나 크롬웰 사건 모두 링컨의 노예 제도에 대한 견해를 나타내는 것으로 간주해서는 안 된다. 그의 일은 법률이지 도덕이 아니었다"고 언급했다. 이동권은 일부 자유 주에서 인정된 법적 이론으로, 노예 소유주가 노예를 자유 주로 데려가서 그 자유 주에 영구적으로 정착할 의도가 없는 한 소유권을 유지할 수 있다는 것이었다.
철도는 1850년대 일리노이에서 중요한 경제적 세력이 되었다. 철도가 확장되면서 "특허 및 프랜차이즈, 통행권 관련 문제, 평가 및 세금 문제, 공공 운송인의 의무 및 승객의 권리 문제, 합병, 통합 및 수탁 문제"와 관련된 수많은 법적 문제가 발생했다. 링컨과 다른 변호사들은 곧 철도 소송이 주요 수입원이 될 것임을 알게 되었다. 노예 사건과 마찬가지로, 때로는 링컨이 철도를 대변하고 때로는 그들의 반대편을 대변하기도 했다. 그는 고객 선택에 반영된 법적 또는 정치적 의제가 없었다. 헌던은 링컨을 "순전히 그리고 전적으로 사건 변호사"라고 불렀다.

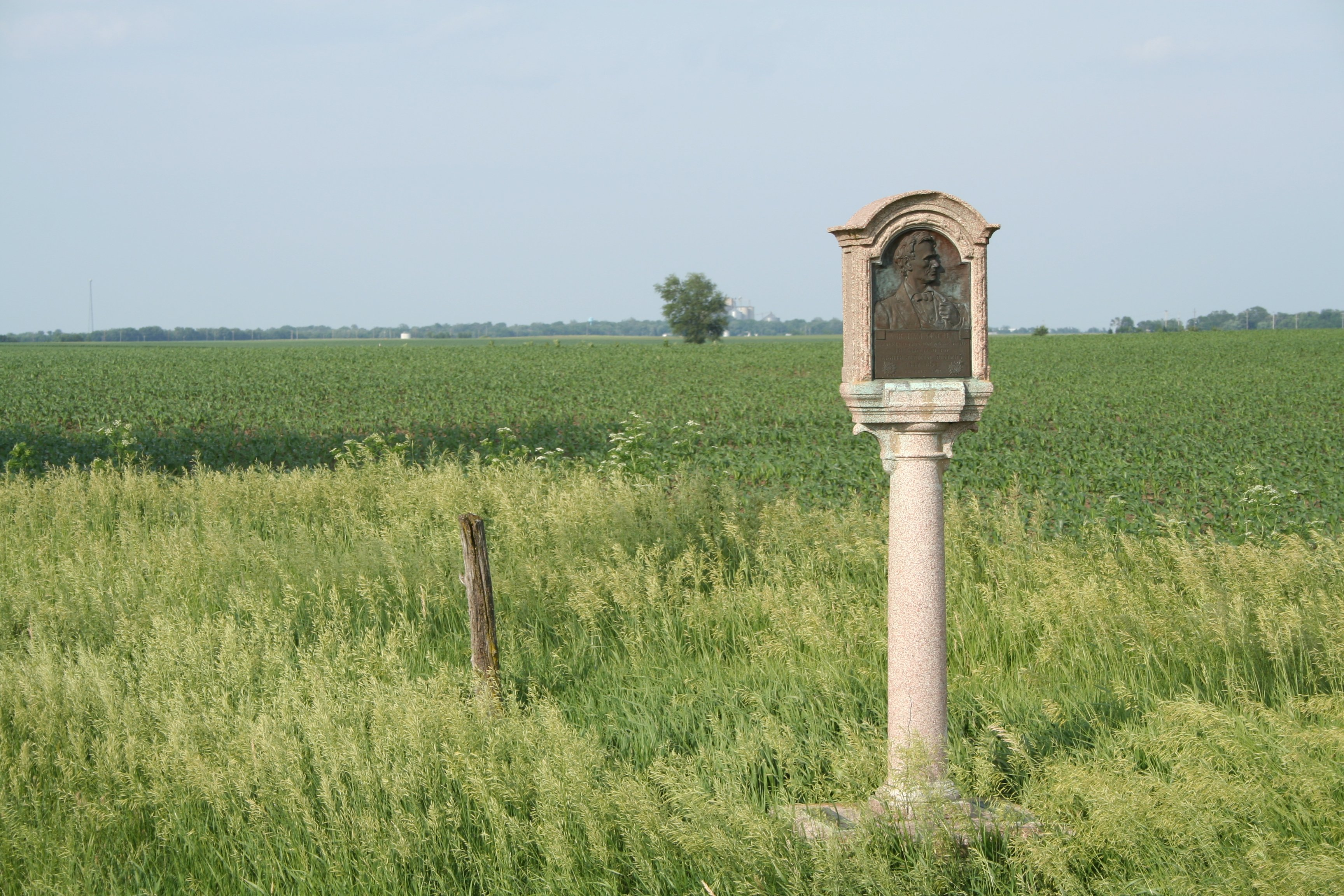
1920년대, 제8사법구역에서 링컨이 여행했던 경로를 따라 카운티 경계에 역사적 표지판이 세워졌다. 이 예시는 피아트와 디위트 카운티 경계에 있다.

1851년의 주목할 만한 한 사건에서 링컨은 주주 제임스 A. 배럿과의 분쟁에서 올턴 앤 상가몬 철도를 대리했다. 배럿은 철도가 원래 계획된 노선을 변경했다는 이유로 철도에 대한 약속의 잔액을 지불하기를 거부했다. 링컨은 법적으로 기업이 공익을 위해 변경될 수 있는 원래의 헌장에 구속되지 않는다고 주장했다. 링컨은 또한 올턴 앤 상가몬이 제안한 새로운 노선이 더 우수하고 비용이 적게 든다고 주장했으며, 따라서 기업은 배럿에게 연체된 대금을 청구할 권리가 있다고 주장했다. 링컨은 이 사건에서 승리했으며, 일리노이주 대법원의 결정은 결국 다른 미국 법원에서도 인용되었다.
링컨에게 가장 중요한 민사 사건은 랜드마크적인 허드 대 록 아일랜드 브릿지 회사 사건으로, 에피 애프턴 사건으로도 알려져 있다. 링컨이 강력히 지지했던 미국의 서부 확장은 주로 미시시피강을 따라 남북으로 흐르던 강 무역에 대한 경제적 위협으로 여겨졌다. 1856년, 증기선이 록아일랜드와 대븐포트 사이에 록 아일랜드 철도가 건설한 다리와 충돌했다. 이 다리는 미시시피강을 가로지르는 최초의 철도교였다. 증기선 소유주는 다리가 항해에 위험하다고 주장하며 손해 배상을 청구했지만, 링컨은 법정에서 철도를 변호하여 승소했으며, 수로를 가로지르는 육로의 권리를 확립함으로써 서부 확장에 대한 값비싼 장애물을 제거했다.
1850년대 후반 링컨은 고객 윌리엄 B. 오그덴이 시카고 독 앤 캐널 회사를 설립하는 것을 도왔고, 회사를 통해 시카고의 강변 및 호반 재산에 대한 권리를 획득하는 데 추가로 도움을 주었다.
형법은 링컨과 헌던의 사건 중 작은 부분을 차지했다. 링컨의 변호사 경력 중 가장 주목할 만한 형사 재판은 1858년에 링컨의 친구 잭 암스트롱의 아들을 변호했을 때였다. 윌리엄 "더프" 암스트롱은 살인 혐의로 기소되었다. 이 사건은 링컨이 당시 드문 전술인 주지의 사실을 사용하여 목격자가 증언대에서 거짓말을 했다는 것을 보여주어 유명해졌다. 목격자가 달빛 아래에서 범죄를 보았다고 증언한 후, 링컨은 농부의 연감을 제시하여 그날 달이 너무 낮은 각도에 있어 어떤 것도 명확하게 볼 수 없었음을 보여주었다. 거의 전적으로 이 증거를 바탕으로 암스트롱은 무죄를 선고받았다. 링컨이 연감을 조작했다는 이야기가 수년 후에 나왔지만, 이는 어린 변호사로서 재판을 목격했고 나중에 뉴멕시코 준주 대법관을 지낸 에이브럼 버겐에 의해 반박되었다. 버겐의 회상에 따르면, 검찰은 링컨이 연감에서 시연하자 이의를 제기하고 자신들이 소유한 연감과 비교해 본 결과 링컨의 것이 진짜임을 발견했다.
링컨은 23년간의 법조 경력 동안 일리노이에서만 5,100건 이상의 사건에 관여했다. 이 중 상당수는 영장 제출에 불과했지만, 다른 사건들은 더 실질적이고 복잡했다. 링컨과 그의 파트너들은 일리노이 주 대법원에 400번 이상 출석했다.

## 발명가 링컨
에이브러햄 링컨은 발명으로 특허를 받은 유일한 미국 대통령이다. 젊은 시절 링컨은 뉴 세일럼에서 뉴올리언스까지 미시시피강을 따라 상품을 실은 배를 타고 내려갔다. 어느 지점에서 배가 댐에 미끄러져 들어가 영웅적인 노력 끝에 겨우 풀려났다. 훗날 오대호를 여행하던 중 링컨의 배는 모래톱에 걸렸다. 그 결과 나온 발명품은 수면 바로 아래 선체에 부착된 벨로우즈 한 세트이다. 얕은 곳에 도달하면 벨로우즈에 공기가 채워지고, 배는 그렇게 부력을 받아 떠오를 것으로 예상된다. 이 발명품은 아마도 추가 무게로 인해 모래톱에 더 자주 걸릴 가능성이 높아졌기 때문에 상업화되지 않았다. 링컨은 특허 출원용 모델을 직접 깎았다. 이 모델은 스미스소니언 국립 미국사 박물관에 전시되어 있다. "여울 위 선박 부양 장치"에 대한 특허 번호 6469는 1849년 5월 22일에 발급되었다.
1858년 링컨은 특허법의 도입을 "세계 역사상" 가장 중요한 세 가지 발전 중 하나로 꼽았다. 그의 말, "특허 제도는 천재의 불에 흥미라는 연료를 더했다"는 미 상무부 북쪽 입구에 새겨져 있다.

## 연애, 결혼, 가족
뉴 세일럼으로 이주한 직후, 링컨은 앤 러틀리지를 만났다. 역사가들은 그들의 관계의 중요성이나 본질에 대해 동의하지 않지만, 많은 사람들에 따르면 그녀는 그의 첫 번째이자 아마도 가장 열정적인 사랑이었다. 처음에는 그들이 단지 친한 친구였을 가능성이 높지만, 곧 그들은 잭슨빌에 있는 여성 아카데미에서 앤이 학업을 마치는 대로 결혼하기로 합의했다. 그들의 계획은 1835년 여름 장티푸스로 추정되는 병이 뉴 세일럼을 강타하면서 중단되었다. 앤은 1835년 8월 25일에 사망했고, 링컨은 몇 달 동안 지속된 극심한 우울증을 겪었다. 데이비드 허버트 도널드는 링컨의 법 공부 결정이 앤 러틀리지의 관심을 끌려는 의도와도 관련이 있었을 수 있다고 제안했다.

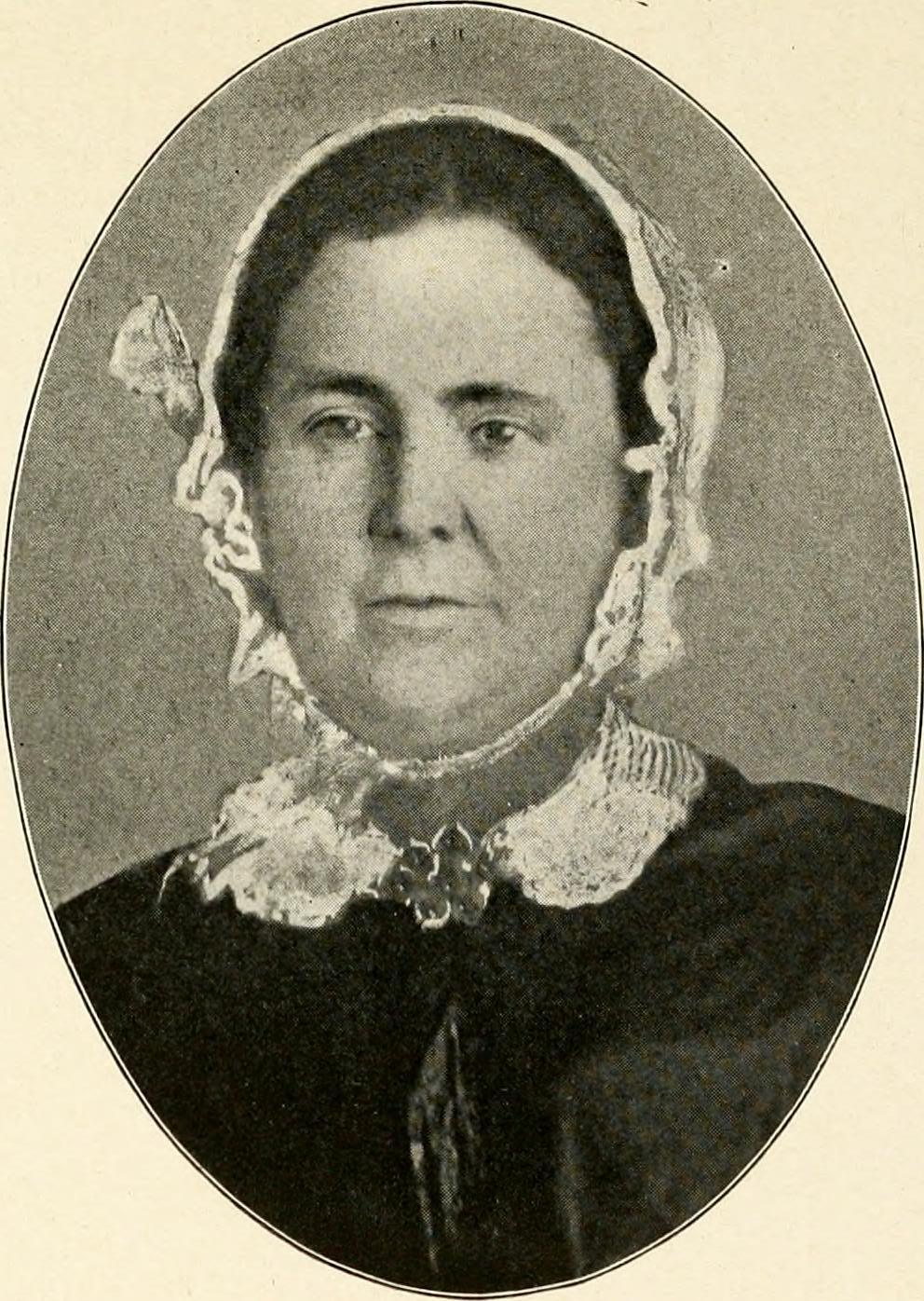
메리 오언스

1833년 또는 1834년에 링컨은 친구 엘리자베스 에이벨의 여동생인 메리 오언스를 켄터키에 있는 그녀의 집에서 방문했을 때 만났다. 1836년 엘리자베스와의 대화에서 링컨은 메리가 뉴 세일럼으로 돌아오면 구애하기로 동의했다. 메리는 1836년 11월에 돌아왔고, 링컨은 한동안 그녀에게 구애했지만, 그들은 관계에 대해 다시 생각하게 되었다. 1837년 8월 16일, 링컨은 스프링필드에서 메리에게 관계를 끝내자고 제안하는 편지를 썼다. 그녀는 답장하지 않았고 구애는 끝났다.

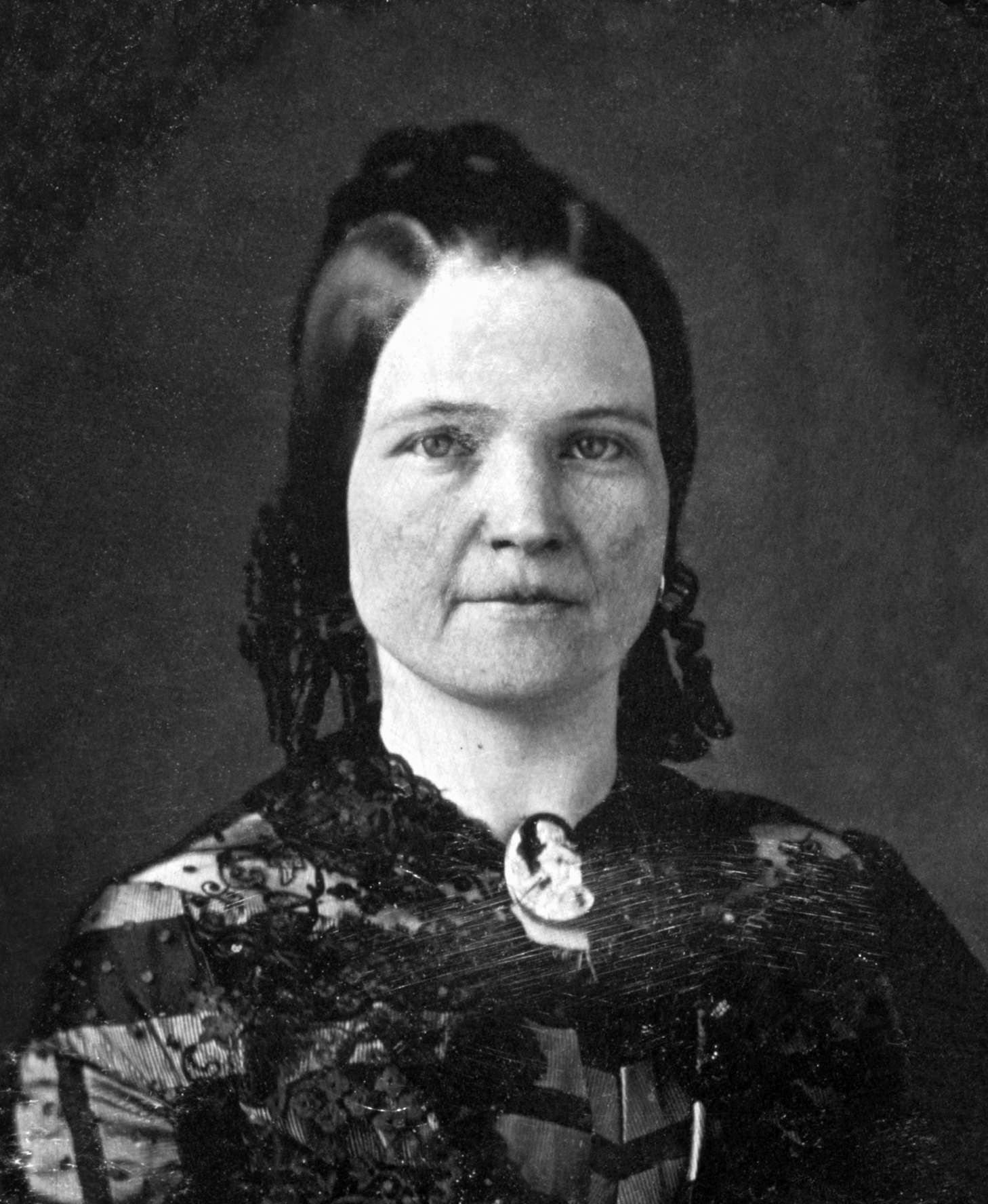
1846년경 메리 토드 링컨 – 한 링컨 전기 작가는 그녀가 스프링필드로 이사했을 때 "아름답고 창백한 흰 피부, 갈색 머리, 그리고 놀랍도록 선명한 푸른 눈을 가진 22세의 작고 예쁜 젊은 여성"이라고 묘사했다.

1839년 메리 토드는 켄터키주 렉싱턴에 있는 가족의 집에서 스프링필드로 이사하여 그녀의 큰언니 엘리자베스 포터 (결혼 전 성 토드) 에드워즈와
엘리자베스의 남편이자 니니언 에드워즈의 아들인 니니언 W. 에드워즈의 집에 살게 되었다. 메리는 스프링필드 사교계에서 인기가 많았지만 곧 링컨에게 매력을 느꼈다. 1840년 어느 시점에 두 사람은 약혼했다. 그들은 처음에 1841년 1월 1일을 결혼 날짜로 정했지만, 서로의 합의로 취소했다. 그들의 연애가 중단된 동안, 링컨은 1837년부터 알고 지내던 세라 리카르드에게 잠시 구애했다. 링컨은 1841년에 세라에게 청혼했지만 거절당했다. 세라는 나중에 "그의 독특한 태도와 일반적인 행동은 막 사교계에 진출하려는 어린 소녀에게 매력적으로 다가가지 못할 것 같았다"고 말했다.
링컨은 여전히 메리 토드에 대해 갈등하는 감정을 가지고 있었다. 1841년 8월, 그는 루이빌로 이사한 친한 친구이자 전 룸메이트인 조슈아 스피드를 방문했다. 링컨은 그곳에서 스피드의 약혼녀를 만났고, 스프링필드로 돌아온 후 스피드와 링컨은 결혼에 대한 스피드 자신의 의구심에 대해 편지를 주고받았다. 링컨은 스피드에게 조언하고 결혼을 진행하도록 설득하는 것을 도왔다. 이에 스피드는 링컨에게도 똑같이 하라고 촉구했다. 링컨은 메리에게 다시 구애했고, 1842년 11월 4일, 그들은 에드워즈 집에서 결혼했다. 결혼 며칠 후 링컨은 쓴 편지에서 "여기서 새로운 소식은 내가 결혼했다는 것뿐인데, 나에게는 깊은 경이로움의 문제이다"라고 썼다.
이 부부는 네 명의 아들을 두었다. 로버트 토드 링컨은 1843년 8월 1일 일리노이주 스프링필드에서 태어났다. 그는 성인이 될 때까지 살아남은 유일한 자녀였다. 어린 로버트는 필립스 엑서터 아카데미와 하버드 칼리지에 다녔다. 로버트는 1926년 7월 26일 버몬트주 맨체스터에서 사망했다. 다른 링컨의 아들들은 일리노이주 스프링필드에서 태어나 어릴 때 또는 십대 때 사망했다. 에드워드 베이커 링컨은 1846년 3월 10일에 태어나 1850년 2월 1일 스프링필드에서 사망했다. 윌리엄 월러스 링컨은 1850년 12월 21일에 태어나 1862년 2월 20일 워싱턴 D.C.에서 링컨 대통령의 첫 임기 동안 사망했다. 토머스 "태드" 링컨은 1853년 4월 4일에 태어나, 1871년 7월 16일 시카고에서 사망했다. 남북 전쟁 동안 메리 토드 링컨의 오빠 네 명 중 한 명은 부상당하고 다른 한 명은 작전 중 사망한 채 남부 연합을 위해 싸웠다. 메리의 이복형제인 데이비드 H. 토드 중위는 전쟁 중 리비 감옥 캠프의 사령관을 지냈다.

## 주 및 국가 정치

### 의회 선거 운동 (1843)
1842년 겨울에서 1843년 초에 걸쳐, 아내의 강력한 격려를 받은 링컨은 새로 생성된 제7의회 선거구에서 미국 하원 의원 선거에 출마하기로 결정했다. 그의 주요 경쟁자는 친구인 에드워드 D. 베이커와 존 J. 하딘이었다. 2월 14일 링컨은 지역 휘그당 정치 지도자에게 "링컨이 의회에 가고 싶어 하지 않는다는 말을 듣거든, 제 개인적인 친구로서 그가 틀렸다고 믿을 만한 이유가 있다고 말해 주시길 바랍니다. 사실, 저는 정말 가고 싶습니다."라고 말했다.
2월 말 휘그당원들은 스프링필드에 모였고, 링컨은 "직접적인 연방 세금에 반대하고 보호 관세, 국립 은행, 연방 토지 판매 수익의 주 분배, 그리고 후보자 선택을 위한 전당 대회 제도"를 지지하는 당 강령을 작성했다. 베이커와 링컨은 3월 내내 활발하게 선거 운동을 벌였지만, 링컨은 베이커가 넘을 수 없는 우위를 점하고 있다고 판단하여 3월 20일 상가몬 카운티 전당 대회가 열렸을 때 철회했다. 링컨은 5월 1일 페킨에서 열린 지구 전당 대회 대표로 선출되었다. 링컨은 베이커를 위해 열심히 노력했지만, 하딘이 단 한 표 차이로 휘그당 후보로 선출되었다. 링컨은 그 후 2년 후에 베이커를 지명할 것을 승인하는 결의안을 발의했다. 이 결의안은 통과되었고, 이는 당 지도자들 사이에서 한 번의 임기를 교대로 하는 선례를 세우는 것처럼 보였으며, 링컨이 베이커 다음 차례가 될 것임을 시사했다.

### 헨리 클레이를 위한 선거 운동 (1844)
1844년 링컨은 휘그당의 대통령 후보이자 링컨의 개인적인 영웅이었던 헨리 클레이를 열정적으로 지지했다. 선거 운동에서 링컨과 다른 일리노이 휘그당원들은 관세 문제를 강조하면서 휘그당의 주도로 의회에서 통과된 1842년 관세법의 경제적 성공을 선전했다. 선거 운동의 일부로 링컨은 의회 후보였던 민주당원 존 칼훈과 일련의 토론을 벌였다. 1844년 대부분 동안 일리노이에서 선거 운동을 하면서 링컨은 텍사스 합병(잠재적인 노예 영토)에 반대하고, 국립 및 주립 은행을 장려하며, 10년 후 주요 정치 쟁점이 될 토착주의의 물결에 반대했다. 마지막 문제에 대해 링컨은 "우리 헌법에 명시된 양심의 권리 보장은 가장 신성하고 침해할 수 없는 것이며, 가톨릭 교인에게 못지않게 개신교도에게도 속하는 것이고, 가톨릭 교인이나 개신교도 모두의 이러한 권리를 직접적으로나 간접적으로 축소하거나 방해하려는 모든 시도에 대해 우리는 단호히 반대하며, 언제나 가장 효과적인 반대를 할 것이다"라고 선언했다.
클레이의 상대인 제임스 K. 포크는 일리노이에서 승리했으며 대통령직도 차지했다. 일리노이와 다른 곳에서 텍사스와 오리건 인수를 지지하는 폴크의 입장이 대세를 이룬 듯했다. 링컨과 많은 휘그당원들은 뉴욕에서 표를 분열시켜 폴크가 그 주에서 승리하고 선거인단에서 과반수를 차지하게 만든 자유 토지 자유당을 비난했다. 노예 소유주인 클레이에게 투표하는 것을 "악행"과 동일시한 반노예 휘그당원에게 링컨은 "클레이 씨를 선출한 결과가 노예 제도의 확장을 막는 것이었다면, 그를 선출한 행위가 악행이었을 수 있었을까?"라고 물었다.

### 의회 선거 운동 (1846)
하딘은 1844년 재선에 출마하지 않았다. 휘그당 지명은 이전에 합의된 대로 베이커에게 돌아갔고, 그는 의석을 차지했다. 베이커는 1846년 재선에 출마하지 않기로 동의했지만, 하딘은 자신의 옛 의석을 노렸다. 제7선거구의 대부분은 링컨이 순회하던 사법 회로에 포함되어 있었기 때문에 1845년 9월부터 링컨은 순회하면서 휘그당 지도자들과 편집자들의 지지를 요청하기 시작했다. 링컨은 하딘이 1843년 페킨에서 합의된 바에 구속되어야 한다고 강조했다. 1843년에 실제로 무엇이 합의되었는지에 대한 논쟁은 공개적이고 격렬해졌다. 결국 하딘은 철회했고 링컨은 휘그당 지명을 확보했다. 민주당은 순회 설교자 피터 카트라이트를 지명했다.
링컨은 이미 잘 알려져 있던 지역 전역에서 선거 운동을 펼쳤다. 그는 선거 자금으로 200달러를 받았지만, 선거 후 대부분의 돈을 돌려주었다. 실제 선거 비용에 대해 링컨은 "나는 내 말로 선거 운동을 했다; 친구들의 집에서 대접받았기 때문에 숙박비는 들지 않았다; 유일한 지출은 농장 일꾼들이 사달라고 고집한 사이다 한 통에 든 75센트였다"고 언급했다. 선거에 대한 신문 기사는 거의 없었지만, 주요 정치 쟁점은 링컨이 노예 제도의 확장이라며 반대했던 텍사스 합병; 링컨이 중립적이었던 멕시코 전쟁; 그리고 링컨이 회피했던 영국과의 오리건 국경 분쟁이었다.
카트라이트는 링컨과의 공동 출연을 피하고 링컨이 불신자이자 종교적 회의론자라고 비난하는 "속삭임 선거 운동"을 시작했다. 링컨은 일리노이 헌법에 공직에 대한 종교적 자격이 없다는 점을 지적하며 반박했다. 7월 31일 그는 자신이 특정 기독교 교회의 회원은 아니지만, "기독교를 공개적으로 조롱하는 사람"이거나 "성경의 진리를 부인한 적이 없다"고 시인하는 전단을 발행했다. 카트라이트의 선거 운동은 링컨이 개인적으로 알려지지 않은 카운티에서만 효과적이었다. 링컨은 56%의 득표율로 선거에서 승리했으며, 하딘(53%)과 베이커(52%)가 그들의 선거에서 기록한 수치를 넘어섰다. 선거 시기 때문에 제30대 의회는 1847년 12월까지 소집되지 않았다.

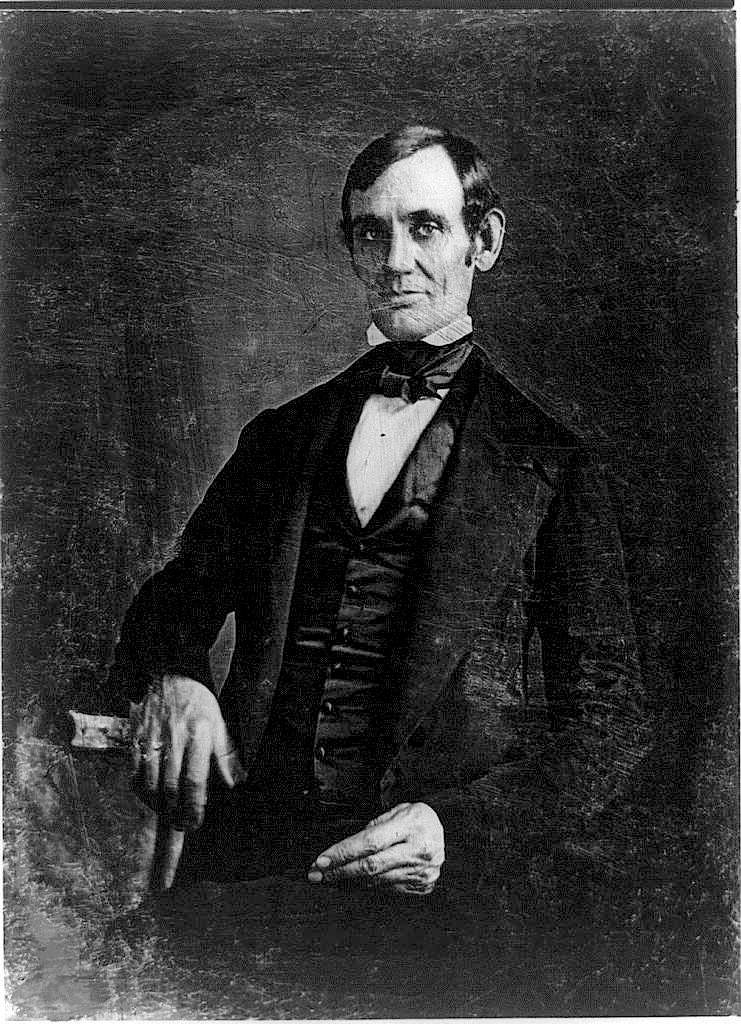
1846년 또는 1847년의 링컨

### 미국 하원 (1847–1849)

네드 비팅거의 2004년 작, 젊은 시절 의회에 재직 중인 에이브러햄 링컨 그림, 하원, 미국 국회의사당

휘그당원이자 당수 헨리 클레이 시니어의 추종자였던 링컨은 1846년에 선출되어 일리노이주 제7선거구를 대표하는 미국 하원 의원 임기를 맡았다. 초선 하원 의원으로서 그는 특별히 강력하거나 영향력 있는 인물은 아니었다. 그는 멕시코-미국 전쟁에 반대하는 목소리를 냈는데, 이는 폴크 대통령의 "군사적 영광—피의 소나기 속에 떠오르는 매혹적인 무지개"에 대한 욕망 때문이라고 보았다. 그는 또한 텍사스 국경에 대한 대통령의 주장에 이의를 제기하고 미국 땅에서 피가 처음 흘려진 "지점"이 어디인지 요구하는 반박 결의안을 제출했다. 1848년 1월, 링컨은 82명의 휘그당원 중 한 명으로, 81명의 민주당원을 절차적 투표에서 물리치고 일반적인 결의안을 "미국 대통령에 의해 불필요하고 비헌법적으로 시작된 전쟁"이라는 문구를 추가하도록 지시하며 위원회로 돌려보내는 수정안을 통과시켰다. 이 수정안은 통과되었지만, 법안은 위원회에서 다시 나오지 않았고 최종 투표에 부쳐지지 않았다.
링컨은 나중에 "하늘의 신이 약하고 무고한 이들을 지키는 것을 잊으시고, 지옥에서 온 살인자와 악마들의 강력한 무리가 남자, 여자, 아이들을 죽이고, 의로운 자의 땅을 황폐하게 만들고 약탈하는 것을 허락하셨다"고 선언하는 연설로 자신의 정치적 명성을 손상시켰다. 2주 후, 폴크 대통령은 의회에 평화 조약을 보냈다. 워싱턴에서는 아무도 링컨에게 주의를 기울이지 않았지만, 민주당은 그의 지역구 전역에서 격렬한 분노를 조장했다. 이 지역에서는 전쟁이 인기가 많았고 많은 사람들이 자원했기 때문이다. 일리노이주 모건 카운티에서는 전쟁에 대한 열렬한 지지와 "국내 게릴라들의 반역적 공격, 당의 선동가들, 대통령의 비방자들, 알라모 전투에서의 도살자들을 옹호하는 자들, 샌재신토 전투에서의 영웅주의를 비방하는 자들"에 대한 격렬한 비난 결의안이 채택되었다. 그의 법률 파트너인 윌리엄 헌던으로부터 피해가 커지고 있으며 복구할 수 없다는 경고를 받은 링컨은 재선에 출마하지 않기로 결정했다.

### 재커리 테일러를 위한 선거 운동 (1848)
1848년 대통령 선거에서 링컨은 전쟁 영웅 재커리 테일러를 휘그당 후보로, 그리고 총선에서 대통령으로 지지했다. 클레이를 포기하면서 링컨은 테일러만이 선출될 수 있는 휘그당원이라고 주장했다. 링컨은 테일러 대표로 필라델피아에서 열린 휘그당 전국 전당 대회에 참석했다. 테일러의 성공적인 지명 후, 링컨은 테일러에게 자신의 개인적 특성을 강조하는 선거 운동을 벌이고 논쟁적인 문제들은 의회에서 해결하도록 남겨두라고 촉구했다. 의회 회기 동안 링컨은 하원에서 테일러를 지지하는 연설을 했고, 8월에 휴회하자 그는 캠페인에서 휘그당 의회 집행위원회를 돕기 위해 워싱턴에 남았다. 9월에 링컨은 보스턴과 뉴잉글랜드의 다른 지역에서 선거 유세를 했다. 1844년 선거를 기억하면서, 링컨은 잠재적인 자유 토지 유권자들에게 휘그당도 노예제에 동등하게 반대하며 유일한 쟁점은 노예제 확장에 가장 효과적으로 반대하는 방법이라고 말했다. 링컨은 자유 토지 후보인 전 대통령 마틴 밴 뷰런에게 투표하는 것은 반노예 표를 분열시켜 민주당 후보 루이스 캐스에게 선거를 넘겨줄 것이라고 주장했다.
테일러의 승리로, 새로 들어서는 행정부는 멕시코 전쟁 중 링컨의 테일러 비판을 기억했는지, 링컨에게 멀리 떨어진 오리건 준주의 총독직만을 제안했다. 이를 수락하는 것은 빠르게 성장하는 일리노이에서의 그의 경력을 끝내는 것이었으므로, 그는 거절하고 스프링필드로 돌아와 대부분의 에너지를 변호사 일에 쏟았다.

## 같이 보기
- 링컨 보이후드 국립 기념관

## 내용주
1. ↑  링컨의 두 가지 전기 스케치는 신문에 실렸으며, 스크립스에 대한 링컨의 답변은 1860년 7월에 출판된 기자의 링컨 전기 일부로도 실렸다.[26]
2. ↑  데니스 행크스는 낸시의 숙모 엘리자베스 스패로우와 그녀의 남편 토머스의 후견인 겸 조카였다. 그는 1817년에 스패로우 가족과 함께 인디애나에 도착하여 링컨 농장에서 스패로우 가족과 함께 살았다. 행크스는 낸시가 사망하기 일주일 전 스패로우 가족 모두 우유병으로 사망한 후 링컨 집으로 이사했다. 1821년에 데니스는 링컨의 의붓누이 엘리자베스 존스턴과 결혼했다.[64][65]
3. ↑  샐리는 켄터키주 하딘 카운티의 성공적인 지주인 크리스토퍼 부시의 딸이자, 1806년 3월 13일에 결혼한 다니엘 존스턴의 과부였다. 1816년 다니엘이 사망한 후, 샐리와 그녀의 자녀들은 1819년 12월 2일 토머스 링컨과 결혼할 때까지 엘리자베스타운에 머물렀다. 토머스는 샐리와 그녀의 자녀들을 인디애나에 있는 자신의 집으로 데려왔다.[67]
4. ↑  헌던의 링컨 전기 1, 2, 3권은 1888년에 스프링필드 일리노이의 헌던 링컨 출판사에서 처음 출판되었고, 그 다음에는 더 잘 알려진 1889년 시카고, 뉴욕, 샌프란시스코의 벨포드, 클라크 & 컴퍼니 판으로 출판되었다. 이 전기는 여러 형태로 다양한 제목으로 재인쇄되었으며, 연도와 출판사에 따라 헌던의 링컨 전기 또는 헌던의 링컨 등으로 알려져 있다.
5. ↑  링컨이 1835년 1월 첫 입법 회의에 참석하는 동안, 보안관은 빚의 일부를 상환하기 위해 링컨의 말, 안장, 굴레, 측량 장비를 팔았다. 베리는 곧 사망하여 링컨에게 남은 빚을 떠넘겼다.[118]
6. ↑  오츠는 링컨이 법정 절차에 관심을 가졌던 이유를 다음과 같이 설명한다: "일종의 법률광이었던 그는 젊은 시골 변호사들이 배심원을 설득하고, 증인을 교차 심문하고, 열정적인 최종 변론을 하는 것을 넋을 잃고 지켜보았다. 그는 또한 나이 든 사람들이 법원 계단에 앉아 담배 진을 뱉으며 최근의 재판과 법의 변덕스러운 작동 방식—배심원이 내릴 평결, 판사가 선고할 형량—에 대해 논의하는 것을 듣기도 했다."[107]
7. ↑  링컨은 또한 "나는 정치인이므로 아무도 이를 개인적인 것으로 여기지 않을 것이므로, 더 자유롭게 말할 수 있다"고 언급했다.[146]
8. ↑  니콜레이와 헤이의 『에이브러햄 링컨: 역사』를 언급하며,[149] 카워딘은 다음과 같이 언급했다. "휴회, 신용 회복, 민주당의 비웃음이 뒤따랐다. '혁명적인 모든 것을 비난했던' 법과 헌법 질서의 존경자 링컨은 항상 그 행동을 후회했다."[147]
9. ↑  링컨-러틀리지 관계에 대한 주요 근거는 링컨의 법률 파트너 윌리엄 헌던이 링컨 사망 후 실시한 구두 및 서면 조사에서 비롯된다. 이 논쟁의 역사학에 대한 문헌은 Journal of the Abraham Lincoln Association의 두 논문을 참조하라 - "미국 기억 속의 앤 러틀리지: 사회 변화와 낭만 드라마의 침식",[188] 그리고 "에이브러햄 링컨과 앤 러틀리지".[189]
10. ↑  도널드는 편지의 핵심 문구를 인용한다. "이제 말하건대, 당신은 이제 (결혼) 주제를 포기하고, 나에 대한 생각(만약 있었다면)을 영원히 접고, 이 편지에 답장하지 않아도 내게 비난의 한마디도 불러일으키지 않을 것이다."[191]
11. ↑  이것은 새로운 선거구였으므로, 임기는 보통의 2년이 아니었다.

## 참고 문헌
- Anastaplo, George (1999). 《Abraham Lincoln: A Constitutional Biography》. Lanham: Rowman and Littlefield Publishers. ISBN 0-8476-9431-3.
- Bartelt, William E. (2008). 《There I Grew Up: Remembering Abraham Lincoln's Indiana Youth》. Indianapolis: Indiana Historical Society Press. ISBN 978-0-87195-263-9.
- Beveridge, Albert Jeremiah (1928). 《Abraham Lincoln, 1809-1858, Volume 1》. Houghton Mifflin. 428–433쪽.
- Burlingame, Michael (2008). 《Abraham Lincoln: A Life》 I. Baltimore, MD: Johns Hopkins University Press. ISBN 978-0-8018-8993-6.
- Carwardine, Richard (2003). 《Lincoln: A Life of Purpose and Power》. Alfred A. Knopf. ISBN 1-4000-4456-1.
- Coleman, Charles (Spring 1959). 《Lincoln's Lincoln Grandmother》. 《Journal of the Illinois State Historical Society》 52 (일리노이 대학교 출판부). 59–90쪽. JSTOR 40189910. 2024년 3월 15일에 확인함.
- Dirck, Brian (2007). 《Lincoln the Lawyer》. Urbana: University of Illinois Press. ISBN 978-0-252-03181-6.
- Donald, David Herbert (1948). 《Lincoln's Herndon》. New York: Alfred A. Knopf. 181쪽.
- Donald, David Herbert (1995). 《Lincoln》. New York: Simon & Schuster. ISBN 0-684-80846-3.
- Foner, Eric (2010). 《The Fiery Trial: Abraham Lincoln and American Slavery》. New York: W. W. 노턴 & 컴퍼니. 26쪽. ISBN 978-0-39306-618-0.
- Goodwin, Doris Kearns (2012). 《Team of Rivals》. Simon and Schuster. 55–56쪽. ISBN 978-1-4516-8809-2. 2024년 3월 16일에 확인함.
- Harris, William C. (2007). 《Lincoln's Rise to the Presidency》. Lawrence, KS: University Press of Kansas. ISBN 978-0-7006-1520-9.
- Herndon, William Henry; Weik, Jesse William (1889). 《Herndon's Lincoln: The True Story of a Great Life ... The History and Personal Recollections of Abraham Lincoln》. Belford, Clarke & Company. Volume 1, II, & III of Herndon's Lincoln biography were first published in 1888 by the Herndon's Lincoln Publishing Company of Springfield Illinois and then in a better-known 1889 edition by Belford, Clarke & Company of Chicago, New York, and San Francisco. This biography has been reprinted in various forms and is sometimes known by the title of Herndon's Life of Lincoln depending on the year and publishing house.
- Lincoln (1920).  Nicolay, John George; Hay, John, 편집. 《Abraham Lincoln; Complete Works, Comprising His Speeches, State Papers, and Miscellaneous Writings, Volume 1》. 642쪽.
- Madison, James H. (2014). 《Hoosiers: A New History of Indiana》. Bloomington and Indianapolis: Indiana University Press and Indiana Historical Society Press. ISBN 978-0-253-01308-8.
- McKirdy, Charles Robert (2011). 《Lincoln Apostate: The Matson Slave Case》. Univ. Press of Mississippi. ISBN 978-1-60-473987-9.
- Miller, William Lee (2002). 《Lincoln's Virtues: An Ethical Biography》 Vintage Books판. New York: Random House/Vintage Books. ISBN 0-375-40158-X – 인터넷 아카이브 경유.
- Oates, Stephen B. (1994). 《With Malice Toward None: The Life of Abraham Lincoln》. New York: HarperPerennial. ISBN 978-0-06092-471-3.
- Prokopowicz, Gerald J. (2008). 《Did Lincoln Own Slaves?》. New York: Vintage Books. ISBN 978-0-307-27929-3.
- Shaw, Archer H., 편집. (1950). 〈Lincoln, Abraham, personal description of〉. 《The Lincoln Encyclopedia: The Spoken and Written Words of A. Lincoln Arranged For Ready Reference》. New York: Macmillan.
- Thomas, Benjamin P. (1952). 《Abraham Lincoln: A Biography》. 알프레드 A. 노프.
- Warren, Louis A. (1991). 《Lincoln's Youth: Indiana Years, Seven to Twenty-One, 1816–1830》 (PDF). Indianapolis: Indiana Historical Society. ISBN 0-87195-063-4 – 일리노이 대학교 어배너-섐페인 도서관 경유.

## 추가 자료
- White, Ronald C. Jr. (2009). 《A. Lincoln: A Biography》. Random House, Inc. ISBN 9781588367754.

### 링컨과 법
- Billings, Roger, and Williams, Frank J., eds. (2010). Abraham Lincoln, Esq.: The Legal Career of America's Greatest President. The University Press of Kentucky.
- Spiegel, Allen D. (2002). 《A. Lincoln, Esquire: A Shrewd, Sophisticated Lawyer in his Time》. Mercer University Press.
- Steiner, Mark E. (2006). 《An Honest Calling: The Law Practice of Abraham Lincoln》. Northern Illinois University.
- Daniel W. Stowell, 편집. (2008). 《The Papers of Abraham Lincoln: Legal Documents and Cases, 4 vols》. Charlottesville: University of Virginia Press.
- Daniel W. Stowell, 편집. (2002). 《In Tender Consideration: Women, Families, and Law in Abraham Lincoln's America》. University of Illinois Press.
- Jonathan W. White (2015). 《Lincoln on Law, Leadership, and Life》. Nashville, Tennessee: Cumberland House. 검토

### 의회에서의 링컨
- Riddle, Donald W. (1957). 《Congressman Abraham Lincoln》. University of Illinois.